# Beleg van 's-Hertogenbosch (1629)
Het Beleg van 's-Hertogenbosch in 1629 was een door de Republiek der Zeven Verenigde Nederlanden groots opgezette belegering van de onder Spaans gezag staande stad 's-Hertogenbosch tijdens de Tachtigjarige Oorlog.
Het beleg duurde van april tot half september en resulteerde in de inname van 's-Hertogenbosch door de Republiek onder leiding van stadhouder Frederik Hendrik van Oranje. De stad was belangrijk vanwege de strategische ligging. Het was een van de sterkste schakels in de Spaanse omsingeling van de Republiek. Door haar aanzien was een verovering daarom goed voor het prestige van de Republiek en de stadhouder. Spanje ondervond dat jaar problemen en dat bood de mogelijkheid voor deze gewaagde onderneming.
De belegering was moeilijk voor de belegeraars vanwege het drassige gebied rond Den Bosch. Met de aanleg van dijken, kanalen en molens werd dat probleem verholpen en werd het water door het Staatse leger als extra verdediging ingezet. Om de stad volledig te kunnen omsingelen werden op diverse plaatsen versterkte kampementen (kwartieren) ingericht. Deze kwartieren waren onderling verbonden door de circumvallatielinie die de stad afsloot en als verdediging diende tegen een mogelijk Spaans ontzettingsleger. Een contravallatielinie moest de belegeraars beschermen tegen het Bossche garnizoen. De stad werd voortdurend beschoten en vanuit de kwartieren werden approches gegraven om dicht bij de stad te komen om een bres in de vestingwerken te slaan.
Hendrik van den Bergh, de commandant van het Leger van Vlaanderen, heeft nog getracht de stad te ontzetten, maar slaagde hier niet in. Ook werd geprobeerd met hulp van de Duitse keizer het Staatse leger weg te lokken door de Veluwe binnen te vallen. Amersfoort kon worden veroverd, maar het leger moest zich uiteindelijk terugtrekken na de Staatse inname van Wezel. Omdat er geen kans op ontzet was en het Staatse leger een gat in de vestingwerken had geslagen capituleerde de stad. Na de inname werd in 's-Hertogenbosch het katholicisme verboden en verlieten met het Spaanse garnizoen, de geestelijkheid en veel andere katholieke inwoners de stad.

## Situering

### Voorgeschiedenis
Sinds 1568 woedde er in de Nederlanden een strijd tegen Spanje. Het veelal katholieke zuiden bleef trouw aan de Spaanse koning. Het veelal protestantse noorden, de Republiek, streed voor onafhankelijkheid. Deze Nederlandse Opstand, later Tachtigjarige Oorlog genoemd, werd in 1621 hervat na een wapenstilstand van twaalf jaar, het Twaalfjarig Bestand.
De jaren vanaf het hervatten van de oorlog in 1621 tot 1628 behoorden tot de somberste in de geschiedenis van de Republiek. De economie werd geschaad door Spaanse blokkades en embargo's en ook militair gezien zette Spanje de Republiek onder druk.
Sinds 1621 regeerde koning Filips IV in Spanje, met de graaf van Olivares als zijn invloedrijke eerste minister. In de Zuidelijke Nederlanden was landvoogdes Isabella van Spanje officieel soeverein, hoewel Spanje een flinke invloed had. De nieuwe Spaanse machthebbers wilden hun prestige verhogen en het hervatten van de strijd in de Nederlanden bood die kans. Geld werd vrijgemaakt om een snelle offensieve oorlog mogelijk te maken. Een verovering van de Noordelijke Nederlanden werd niet meer als realistisch beschouwd, maar via een oorlog konden wel betere voorwaarden afgedwongen worden voor de katholieken in het noorden. Daarnaast wilde Spanje voor elkaar krijgen dat de Republiek zich terug zou trekken uit de Spaanse en Portugese koloniën en moest de Schelde opengesteld worden.
De Republiek koos voor een defensieve oorlog waardoor het initiatief bij Spanje lag. Het Spaanse leger stond onder leiding van de befaamde strateeg Ambrogio Spinola. Voor de wapenstilstand had hij al laten zien erg bekwaam te zijn. Zo nam hij Oostende in na een drie jaar durend beleg en veroverde hij tijdens zijn veldtocht van 1605-1606 razendsnel steden in de Republiek. Na de wapenstilstand trachtte Spinola zijn successen tegen de Republiek voort te zetten. In de Duitse hertogdommen Gulik, Kleef en Berg, aan de oostelijke grens van de Republiek, werden verschillende vestingsteden veroverd zoals Gulik in 1622. In de Republiek deed Spinola een mislukte poging om Bergen op Zoom in te nemen. Drie jaar later was het beleg van het sterke Breda wel een succes. Maurits van Oranje, legeraanvoerder van het Staatse leger, had geen antwoord op de zetten van Spinola. Prins Maurits overleed in 1625 en werd als stadhouder en legeraanvoerder opgevolgd door zijn halfbroer Frederik Hendrik, die ook Maurits' prinsentitel overnam. De verovering van Breda had niet het gewenste resultaat voor Spanje. De Republiek werd niet gedwongen te onderhandelen over een vredesverdrag met voor Spanje gunstige voorwaarden. Om geen gezichtsverlies te lijden wilde de Spaanse regering zelf, ondanks aandringen vanuit Brussel, geen eisen laten vallen.

### Verschuiving van de krachtverhoudingen in de Nederlanden

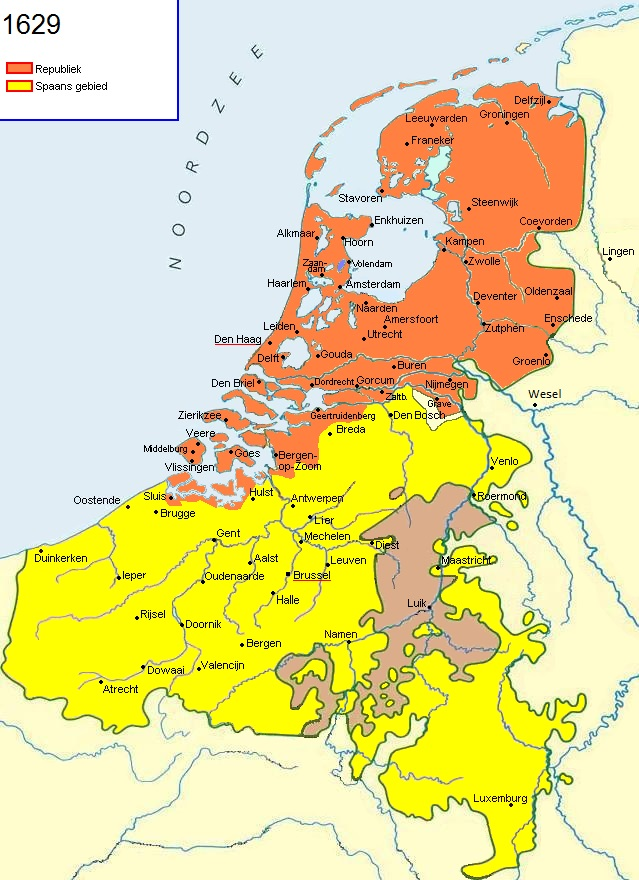
De Nederlanden in 1629 op de vooravond van het beleg

Vanaf de winter van 1628/1629 keerde het tij voor de Republiek en kwam er een verschuiving van de krachtverhoudingen in de Nederlanden. De positie van Spanje was heel zwak. Een bankroet in 1627 en het verlies van de Spaanse zilvervloot in 1628 door toedoen van Piet Hein, kapitein van de WIC, zorgde ervoor dat de Spaanse schatkist nagenoeg leeg was. In de Republiek leidde de verovering van de zilvervloot juist voor veel enthousiasme onder de bevolking. Het Spaanse leger werd ingekrompen en moest de aandacht tijdelijk verleggen naar Noord-Italië. Daar raakten de Spanjaarden verwikkeld in een strijd tegen Frankrijk in de Mantuaanse Successieoorlog, die van groter belang was voor de Spanjaarden dan de strijd in de Nederlanden. De Spaanse generaal Spinola wilde niet terug naar de Nederlanden en vertrok naar Italië. Zijn vervanger in de Nederlanden werd Hendrik van den Bergh, een volle neef van Frederik Hendrik. Ook de bondgenoot van de Spaanse koning, de Duitse keizer, had zijn handen vol aan zijn strijd met Christiaan IV van Denemarken in de Dertigjarige Oorlog.
De Republiek kreeg meer financiële ruimte om over te gaan op een offensieve strategie. Het doel van het offensief zou worden het beveiligen van de provincies door de grenzen veilig te stellen en buffers te creëren. Een jaar eerder was het oosten met de innames van Oldenzaal en Groenlo veiliggesteld door het Staatse leger. Nu was het de beurt aan de zuidelijker streken.

### Keuze voor 's-Hertogenbosch
De keuze viel om meerdere redenen op 's-Hertogenbosch. De vestingstad was gewild door haar strategische ligging dicht bij de grens met de Republiek, haar sterkte, en haar prestige. Niet onbelangrijk waren de problemen die Spanje ondervond. Daardoor brak de mogelijkheid aan voor een dergelijk moeilijk beleg. Twee andere steden Lingen en Wezel, waar Frederik Hendrik onderzoek naar liet doen, hadden niet dezelfde status en er ging niet eenzelfde dreiging vanuit als bij Den Bosch.
Alle drie waren het sterke vestingsteden en belangrijk voor de Spaanse omsingeling van de Republiek. Om de positie van de Republiek te ondermijnen hadden de Habsburgers haar sinds het einde van het Twaalfjarig Bestand zo veel mogelijk afgesloten van haar achterland door een ring van sterke vestingsteden. Zou Den Bosch in Staatse handen vallen, dan zou er een groot gat in het zuiden van die Spaanse verdedigingslinie ontstaan. Moeilijk verdedigbare Zuid-Nederlandse steden als Herentals, Lier en Tienen en belangrijkere steden als Antwerpen of Maastricht zouden in het bereik komen. Daarnaast ging er vanuit Den Bosch, gelegen dicht bij de grens met de Republiek, een constante dreiging uit. Na een verovering zou daar geen rekening meer mee gehouden hoeven worden.
Tevens was 's-Hertogenbosch van belang vanwege haar prestige: het was een van de vier hoofdsteden van het hertogdom Brabant en had een bisschopszetel. Bij de stad behoorde de Meierij: een groot plattelandsgebied met ruim 40 kloosters, 140 dorpen en 200.000 inwoners. Vanwege de sterkte en het belang van de stad zou een verovering een grote deuk in het prestige van Spanje slaan.

### Vesting 's-Hertogenbosch

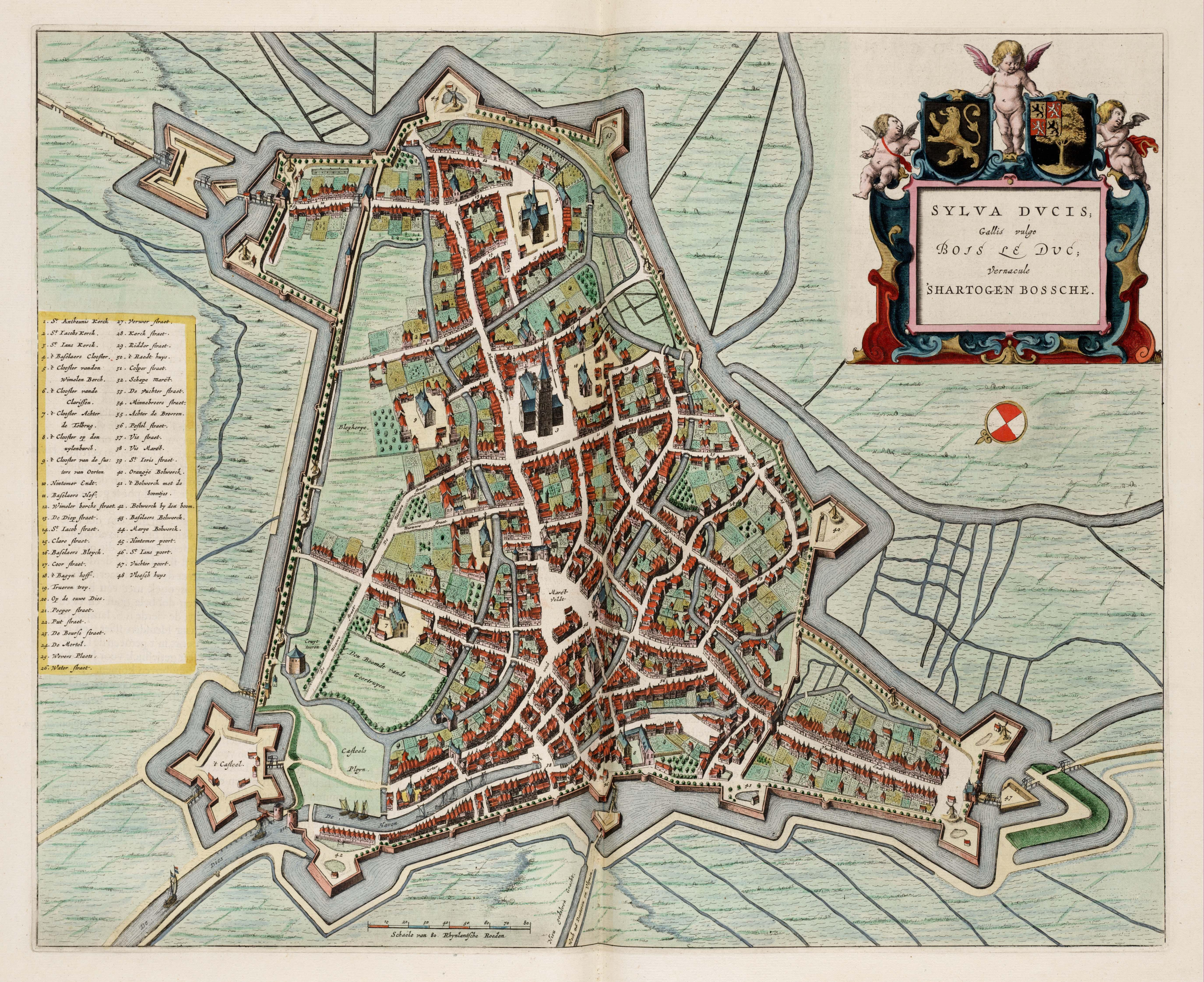
Kaart van 's-Hertogenbosch in 1649, twintig jaar na het beleg. Na het beleg werd een citadel toegevoegd aan de stad om de bevolking te controleren.

In belegeringstechnisch opzicht was 's-Hertogenbosch een onwaarschijnlijk doel voor een campagne. De stad lag midden in een drassig gebied waar de Dommel en de Aa doorheen stroomden. Het land rond de stad stond voor een groot deel van het jaar onder water. Hierdoor was de stad het hele jaar slechts bereikbaar over twee wegen: vanuit Vught en vanuit Hintham. Vanuit Den Dungen, Orthen en Vlijmen was de stad vanwege het water alleen in de zomer bereikbaar.
Tot aan het Twaalfjarig Bestand had de stad nog een verouderde middeleeuwse ommuring. Gedurende de wapenstilstand werd de verdediging gemoderniseerd door nieuwe wallen, zes nieuwe bolwerken en twee bastions aan te leggen. Voor de Hinthamerpoort werd een uitgebreid hoornwerk aangelegd en op sommige plaatsen kwamen aarden ravelijnen. Ondanks deze verbeteringen waren ten tijde van het beleg niet alle moderniseringen voltooid. De verdediging aan de kant van Den Dungen bestond nog uit de middeleeuwse stadsmuur die niet gedekt werd door bastions, maar door rondelen en halfronde muurtorens. Om dit zwakke deel van de stad toch te kunnen beschermen werd op een afstand van 750 meter het vijfhoekige fort De Pettelaar aangelegd, ook bekend als Sint-Michiel. Aan de kant van Vught lagen op een kilometer van de stad twee forten, de Kleine Schans of Sint-Anthonie en de Grote Schans of fort Isabella, om de toegang te beschermen.
De vesting gold als onneembaar en kreeg daarom de bijnaam Moerasdraak - al werden alleen aan de Staatse kant in propagandistische pamfletten en historiewerken vermeldingen als "onneembaar" gebruikt om de grootsheid van de eigen prestatie te benadrukken. Tien eerdere belegeringen had de stad al weerstaan, waarvan vijf onder leiding van Maurits van Oranje.
De gouverneur van de stad was de ervaren Anthonie Schetz, baron van Grobbendonk. Zijn garnizoen was een van de grootste in de Zuidelijke Nederlanden. Het bestond uit 3392 soldaten, afkomstig uit de Zuidelijke Nederlanden, Duitsland en Bourgondië. Toen duidelijk werd dat Den Bosch het doel werd van het Staatse leger werden snel extra soldaten naar de stad gestuurd. Zo glipten in het beginstadium van het beleg 800 soldaten uit Breda en 45 uit Eindhoven door de omsingeling. Ruiters die niet op tijd konden wegkomen uit de stad gingen dienstdoen als voetvolk. De weerbare burgerbevolking ondersteunde het garnizoen met graafwerk en door wacht te lopen op belangrijke punten.
In de stad waren voldoende levensmiddelen opgeslagen om een lang beleg uit te zitten. Wel was de geringe voorraad buskruit en munitie een probleem voor de verdedigers. Een deel van het kruit was te nat om meteen te kunnen gebruiken. Ondanks aandringen van de gouverneur maakte de regering in Brussel geen geld vrij voor de aankoop van extra voorraden.

### Staatse leger en bevoorrading

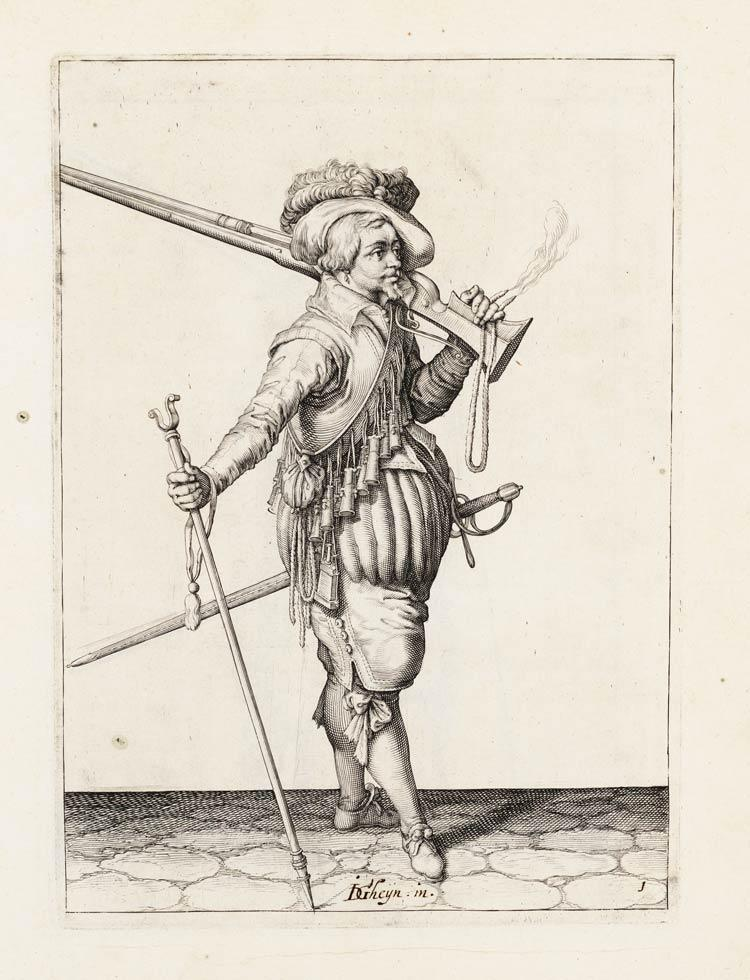
Uit het handboek "Wapenhandelinghe Van Roers. Mvsqvetten. Ende Spiessen". Een musketier met zijn vuurwapen en een steun, furket genoemd. Het kruit zit in houten kokers, aan een brede band over zijn borst, waarvan een koker precies voldoende kruit bevat voor één schot.

Het leger van de Republiek der Zeven Verenigde Nederlanden was uitstekend geoefend en gedisciplineerd dankzij de militaire vernieuwingen van Maurits van Oranje en Willem Lodewijk van Nassau, eind zestiende eeuw.
Vanaf 1609 bestond het Staatse voetleger uit musketiers en piekeniers. De musketier was bewapend met een vuurwapen van 150 cm. Het kaliber had een doorsnee van 20 mm. Een musketier kon er ongeveer 225 meter ver mee schieten, maar door de speling in de loop kon er pas echt gericht geschoten worden vanaf 55 meter. Piekeniers hadden een vier- tot vijfenhalve meter lange piek van essenhout met aan het uiteinde een ijzeren punt. Daarnaast waren zij bewapend met een rapier. Een helm, ringkraag en een kuras bood bescherming aan het hoofd, hals borst en rug. De piekeniers hadden als belangrijkste taak de soldaten met vuurwapens te beschermen.
De cavalerie bestond in die tijd uit kurassiers en harquebusiers. Kurassiers droegen een kort zwaard en radslotpistolen. Een gesloten helm, kuras, armbeschermers en een wapenhandschoen boden de vereiste bescherming. De harquebusier droeg een zwaard en een radslotkarabijn. Het karabijn was met 90 cm langer dan het pistool van de kurassier. Hij was beschermd met een open helm en een kuras.
Een leger dat in vijandelijk gebied opereerde, moest bevoorraad worden door beschermde konvooien. Maar wanneer het leger zich op of nabij eigen grondgebied bevond, zoals bij Den Bosch, dan kon het bevoorraad worden door particuliere kooplieden, ook zoetelaars genoemd. In het legerkamp werd een marktplein ingericht waar de kooplieden hun levensmiddelen, zoals brood, bier, kaas, boter, spek en gezouten haring, konden verkopen aan de soldaten. De prijzen moesten overeenkomen met de prijsniveaus in omliggende steden. In het nabijgelegen Heusden werd het brood gebakken dat benodigd was tijdens de belegering van Den Bosch.

## Voorbereiding

### Financiering en besluit

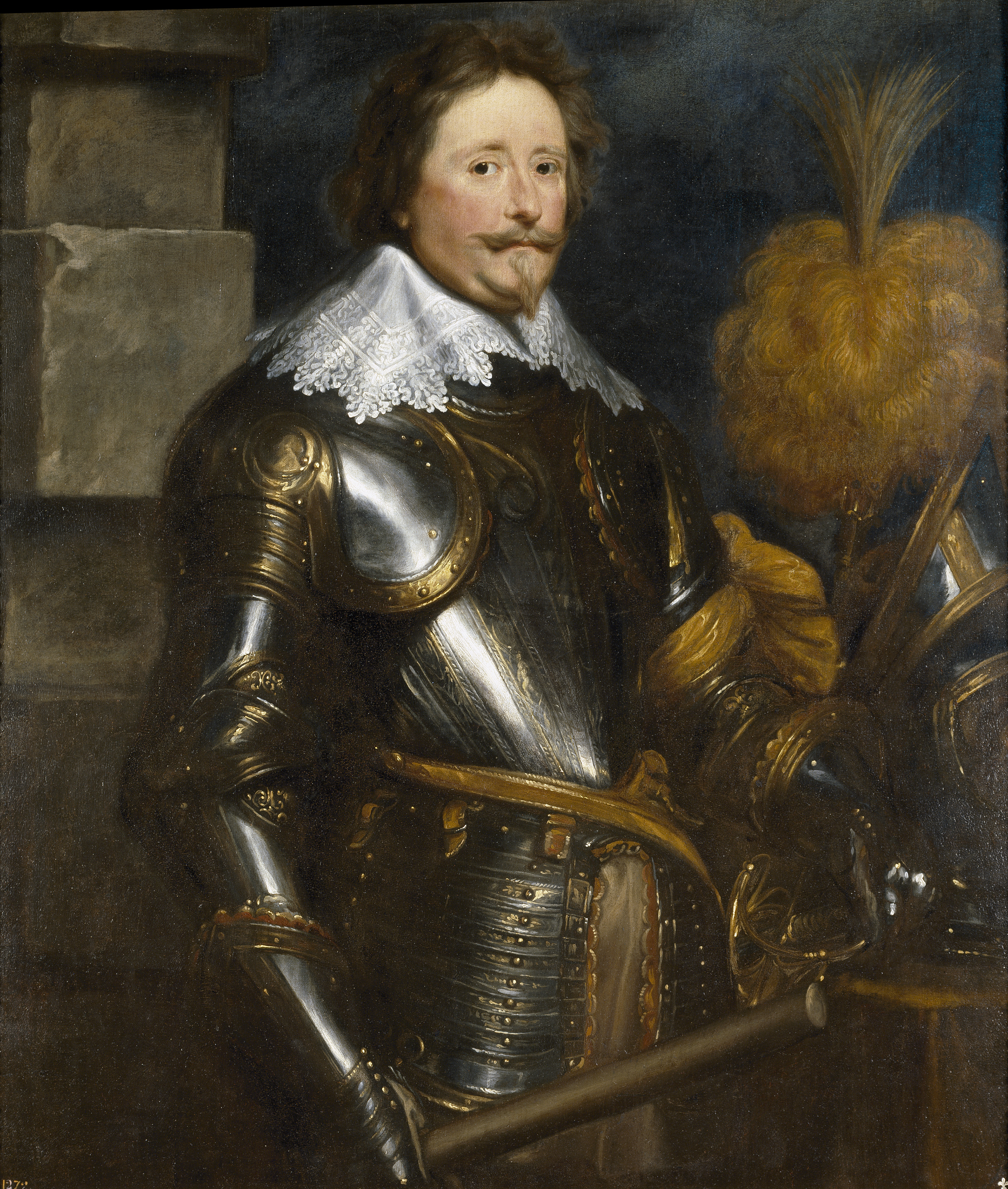
Prins Frederik Hendrik, de "stedendwinger" (Anthony van Dyck, 1629-1630)

Op 17 januari 1629 werd door Frederik Hendrik tijdens de zitting van de Secreet Besogne uitleg gegeven over het plan voor dat jaar. Door de problematische situatie in Spanje en de Zuidelijke Nederlanden wilde Frederik Hendrik een vroege veldtocht begin maart. Het lag toen nog open welke stad belegerd zou worden: Lingen, Wezel of Den Bosch. De afgevaardigden van de provincies stemden in met het plan en deden een extra toezegging van 700.000 gulden boven op de oorlogsbegroting, de Staat van Oorlog. Dit was nodig om een veldtocht mogelijk te maken. Het grootste deel werd toegezegd door Holland, Utrecht en Gelderland. Hoewel het extra geld in de geheime vergadering was toegezegd door de afgevaardigden, moest het nog wel in de afzonderlijke provinciale Statenvergaderingen goedgekeurd worden. In Utrecht en Gelderland zorgde het voorstel voor roering, maar uiteindelijk werd er toch mee ingestemd. In Holland was het verzet tegen de hogere uitgaven heviger. Het verlenen van goedkeuring duurde er lang doordat een aantal contraremonstrantse steden niet wilden instemmen. Zij wilden eerst een andere kwestie oplossen: het aanpakken van het nieuwe remonstrantse stadsbestuur van Amsterdam. Het geduld van Frederik Hendrik en de overige provincies raakte echter op. Zij realiseerden zich dat door deze vertraging Spanje meer voorbereidingstijd had. Nadat de Staten-Generaal en Frederik Hendrik de druk op de Staten van Holland hadden opgevoerd werd er eindelijk ingestemd. Samen met de 1 miljoen gulden die in de begroting al gereserveerd was ongeacht het doel, was er voor de veldtocht 1,7 miljoen gulden beschikbaar.
Doordat Spanje in de verdrukking zat wilde Filips IV in januari 1629 graag een wapenstilstand. Dit voorstel werd in de ijskast gestopt door de gevorderde voorbereidingen op het beleg van 's-Hertogenbosch.

### Werving van het Staatse leger
Voor het beleg was een veldleger nodig waarvan een groot deel nog gerekruteerd moest worden. Vijftig compagnieën, die in de winter waren gehalveerd, werden teruggebracht op hun oude sterkte. Hiervoor moesten 10.000 nieuwe soldaten aangetrokken worden. Verder moesten nog eens 12.000 soldaten extra aangetrokken worden. Hiermee wilde men veertig bestaande compagnieën uitbreiden met elk 150 man. Daarnaast werden vijftien nieuwe Duitse compagnieën van elk 200 man en een Schots regiment van 2000 à 3000 man aangenomen. De Schotse manschappen werden onder begeleiding van twee oorlogsschepen door Nederlandse schepen opgehaald in Leith (haven nabij Edinburgh). Nieuwe officieren werden veelal gevonden in de oude compagnieën en werden tijdelijk in rang gepromoveerd.
Om de bevolking van de Republiek te ontzien kregen de rekruteringsofficieren van de Raad van State de opdracht om alleen buiten de Republiek te werven. Ook overlopers uit het Spaanse leger mochten aangenomen worden, hoewel dat volgens veel officieren gevaarlijk was. Het was moeilijk de gewenste aantallen te halen omdat ook andere legers aan het ronselen waren langs de grenzen van de Republiek, zoals het leger van de Zweedse koning.
Door de druk om genoeg manschappen te werven, werden ook minder bruikbare personen geworven zoals arme lieden en jongens. Het besluit van de Staten-Generaal van augustus 1629 om stevige landlopers ("kloecke vagabunden") op te pakken en naar het leger te sturen, is evenwel nooit uitgevoerd.
Het werven verliep dus moeizaam en het aantal van de extra 12.000 manschappen werd dan ook niet gehaald. Alleen het Schotse regiment behaalde de gewenste sterkte.

## Het beleg

### Opmars naar 's-Hertogenbosch

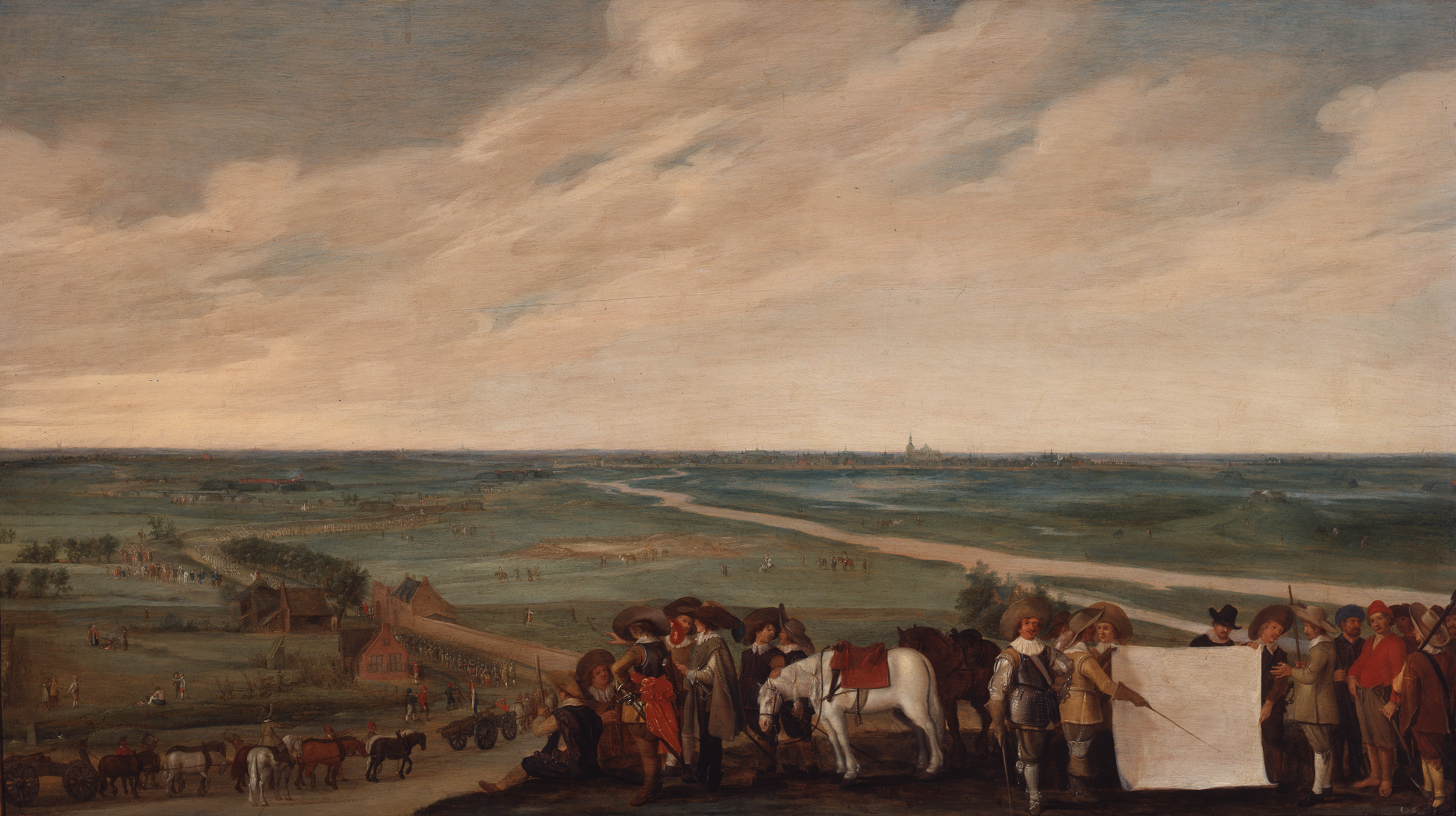
De voorbereiding op het beleg. Op de voorgrond staan legerleiders met een kaart en op de achtergrond worden kanonnen voortgetrokken en marcheren soldaten. (Daniël Cletcher, 1630)

Op 24 april vertrok Frederik Hendrik via Utrecht in de richting van Arnhem en Nijmegen naar de Mookerheide. Daar verzamelde op 27 april het Staatse leger bestaande uit 24.000 man voetvolk en 4.000 ruiters voor een wapenschouw. Op dat moment was voor Spanje het doel nog niet bekend. Frederik Hendrik had onder andere verkenningen uit laten voeren bij Lingen en Wezel om verwarring te veroorzaken. Voor de Brusselse regering leek Breda een logisch doelwit, dus werd er nog kruit van Den Bosch naar Breda gezonden. 's-Hertogenbosch zou toch niet aangevallen worden, was het gevoel in de Spaanse Nederlanden. De volgende dag vertrok het leger opgedeeld in drie grote afdelingen naar het zuiden. Via Malden werd bij Grave de Maas overgestoken via een tijdelijk daarvoor gebouwde schipbrug. Toen wist de Brusselse regering in ieder geval dat de belegering in het zuiden zou plaatsvinden. 's Avonds werden Velp en Reek bereikt en de volgende dag zou verder gemarcheerd worden.
De ruiterij van het Staatse leger onder leiding van generaal Thomas van Stakenbroeck voerde een berenning uit, nam op 30 april en 1 mei verschillende dorpen rond Den Bosch in en sneed de stad af van Breda. Toen werd duidelijk dat het doelwit niet Breda maar Den Bosch was. De rest van het Staatse leger kwam op 1 mei aan op de Vughterheide. Bij fort Crèvecoeur, ten noorden van de stad meerden de schepen aan met de artillerie en andere materialen. De gedeputeerden te velde en later ook soldaten die niet op tijd bij de verzamelplaats op de Mookerheide konden zijn, kwamen aan bij dit fort.

### Omsingeling

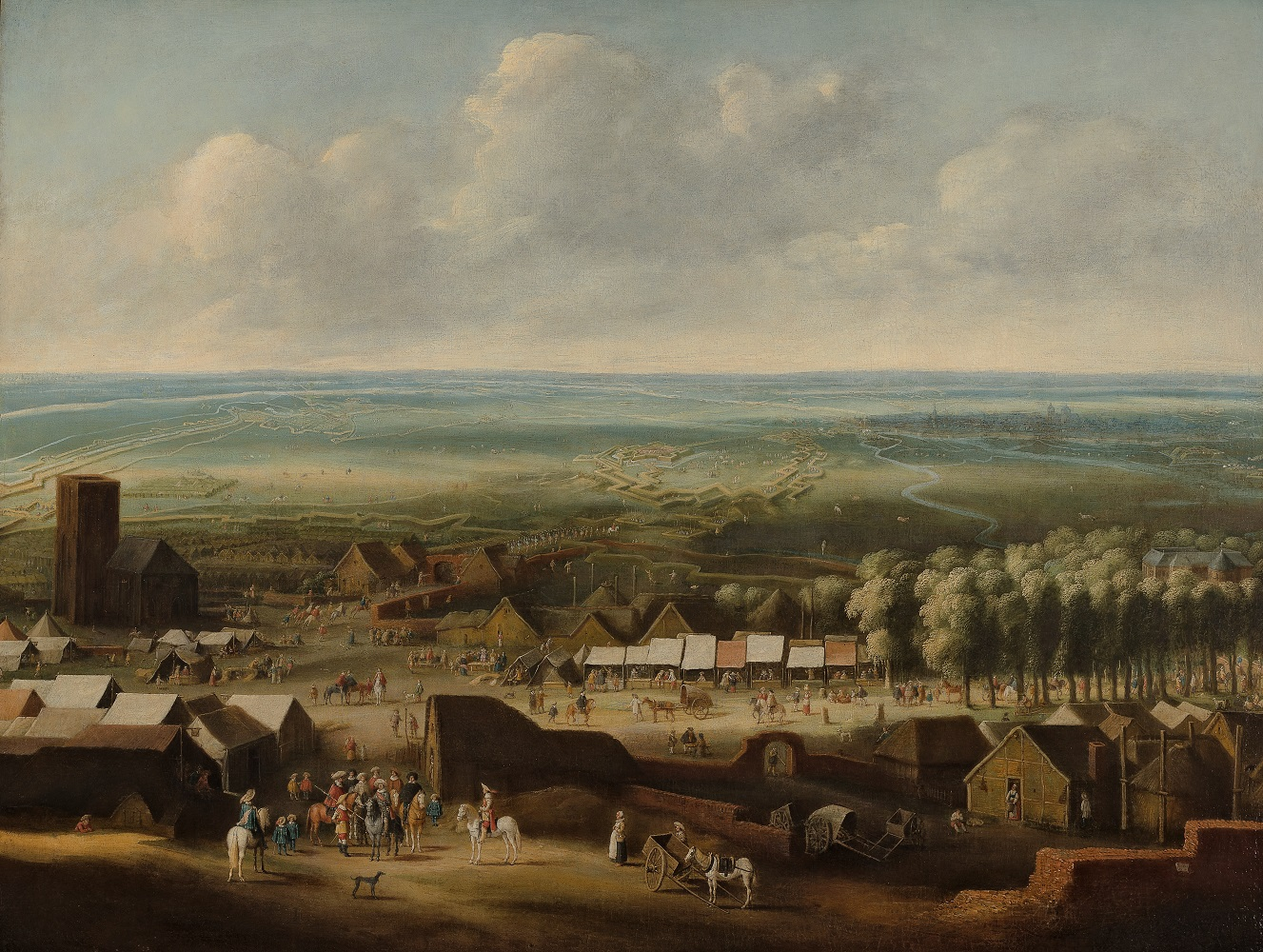
Legerkamp Vught tijdens het beleg. Vanaf de Lambertustoren kon de situatie goed worden overzien. Op de voorgrond levensmiddelen- en zoetelaarskramen. Verderop is fort Isabella te zien en de loopgraven richting het fort. Rechts komt boven de bomen kasteel Maurick uit waar Frederik Hendrik zijn verblijf had. (Jan Christiaensz. Micker, 1629)

Frederik Hendrik wist dat 's-Hertogenbosch alleen overwonnen kon worden door het te omsingelen en af te sluiten. Door op de iets hoger gelegen toegangswegen kwartieren te plaatsen werd de stad omsingeld. Een circumvallatielinie moest de stad afsluiten. De snelheid voor het opwerpen van de benodigde verdedigingswerken bepaalde mede het succes van de belegering. Het Staatse leger was namelijk in de eerste weken erg kwetsbaar door het ontbreken van een goed verdedigbare positie. Nadat Frederik Hendrik in Vught was aangekomen wees hij de vier plaatsen aan waar belegeringskwartieren moesten komen. Daarbij hield hij rekening met de buitenforten en het onder water gelegen gebied. Alle vier kwartieren lagen ongeveer een uur gaans van de stad vandaan. Ze werden gebruikt als verblijf voor de soldaten. Tevens werd van daaruit de circumvallatielinie verdedigd. De eerste dagen werd de meeste tijd besteed aan het gereedmaken van deze kwartieren.
In Orthen lag het belegeringskwartier van Willem van Nassau-Siegen. Verder met de klok mee lag het kwartier van stadhouder en veldmaarschalk Ernst Casimir van Nassau in Hintham. Frederik Hendrik lag met de hoofdmacht van zijn kwartier in Vught. Onder fort Crèvecoeur lag de plaats Engelen waar graaf Johan Albert van Solms gelegerd was. Hij had als taak de aanvoer vanuit het fort te beschermen. Crèvecoeur gelegen aan de Maas en aan de monding van de Dieze was heel belangrijk voor de bevoorrading van het leger. Gedurende het beleg zouden hier ruim 200 schepen met goederen aanmeren.
Op 5 mei sloeg Johan Wolfert van Brederode zijn kwartier ten zuidoosten van de stad op de weg naar Den Dungen, omdat de afstand tussen het kwartier van Frederik Hendrik en dat van Ernst Casimir te groot bleek. De laatst voltooide stelling was een groot fort nabij Deuteren, dat onder leiding stond van kolonel Willem Pijnssen. Het werd hier aangelegd omdat op deze plaats Spaanse soldaten uit Breda de belegerde stad wisten te bereiken.

### Afsluiting

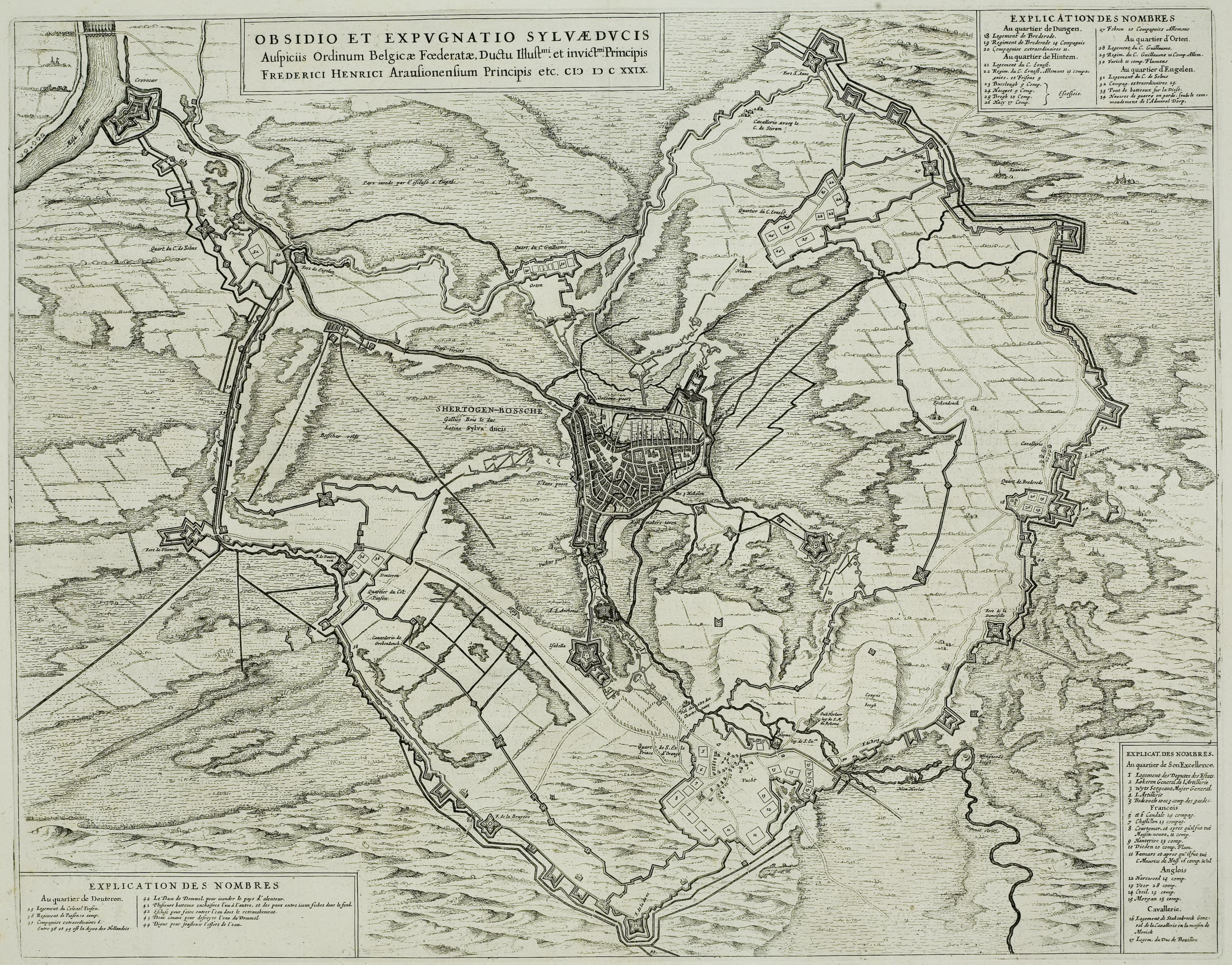
Kaart van 's-Hertogenbosch en de belegeringswerken

Na voltooiing van de omsingeling van de stad en het opwerpen van de kwartieren, kon er vanaf 3 mei begonnen worden aan de afsluiting van de stad door middel van het graven van de circumvallatielinie en de contravallatielinie. De circumvallatielinie was de buitenste linie en moest de belegeraars beschermen tegen een mogelijk Spaans ontzettingsleger. Aan deze linie werd in het begin de meeste aandacht geschonken. De contravallatielinie was de binnenste linie en moest de belegeraars beschermen tegen uitvallen vanuit de stad. Tevens zorgden de linies ervoor dat de stad afgesloten werd zodat er geen personen meer van en naar de stad konden gaan. De linies bestonden uit dijken met ervoor een dubbele gracht of een onderwater gelopen gebied, of hadden een dubbele borstwering. De circumvallatielinie werd op strategische punten versterkt door schansen, redoutes en kwartieren. Het was ongeveer 45 kilometer lang (11 uur gaans), terwijl de contravallatielinie zo'n 25 kilometer lang was. De aanleg van deze linies werd in enkele weken voltooid, door inzet van de soldaten en opgeroepen landbouwers uit Zuid-Holland en Gelderland. Twee jaar eerder, bij het beleg van Grol, had Frederik Hendrik een circumvallatielinie voor het eerst uitgetest, met succes. Frederik Hendrik had het weer afgekeken van Ambrogio Spinola die deze tactiek had gebruikt bij het beleg van Breda in 1624.
Aan het begin van het beleg, in de cruciale fase van het bouwen van verdedigingswerken, was het rustig aan de kant van de stad. Er werden door het garnizoen weinig uitvallen gepleegd op de belegeraars terwijl die mogelijkheid er wel was volgens de Staatse gedeputeerden en Frederik Hendrik. Alleen vanuit fort Isabella werden enkele salvo's afgevuurd op Staatse soldaten en aan de kant van Orthen werd gevochten. Ook waren er enkele keren in de beginfase van het beleg schermutselingen tussen beide partijen. Gouverneur Grobbendonk liet de verdedigingswerken op de zwakke punten versterken, buiten de vesten en bij de poorten. Waar de oude wallen waren verzwakt werden nieuwe verschansingen opgeworpen. Huizen die te dicht rond de stad lagen en die gebruikt zouden kunnen worden door de belegeraars werden afgebroken of platgebrand. Vanaf de derde week steeg het aantal uitvallen vanuit de stad, hoewel het aantal slachtoffers op 30 mei nog maar twaalf bedroeg. Een mogelijke reden van het lage aantal uitvallen zou kunnen zijn het gebrek aan manschappen en buskruit.
Daags na het begin van het beleg in de nacht van 3 op 4 mei konden achthonderd soldaten uit Breda via de hoogte bij Deuteren ongezien naar Den Bosch gaan. Een nacht later kwamen Staatse troepen de hoogte bezetten en werd er het kwartier van Willem Pijnssen aangelegd. Vanwege het hoge water bleef dit een zwakke plek in de verdediging.

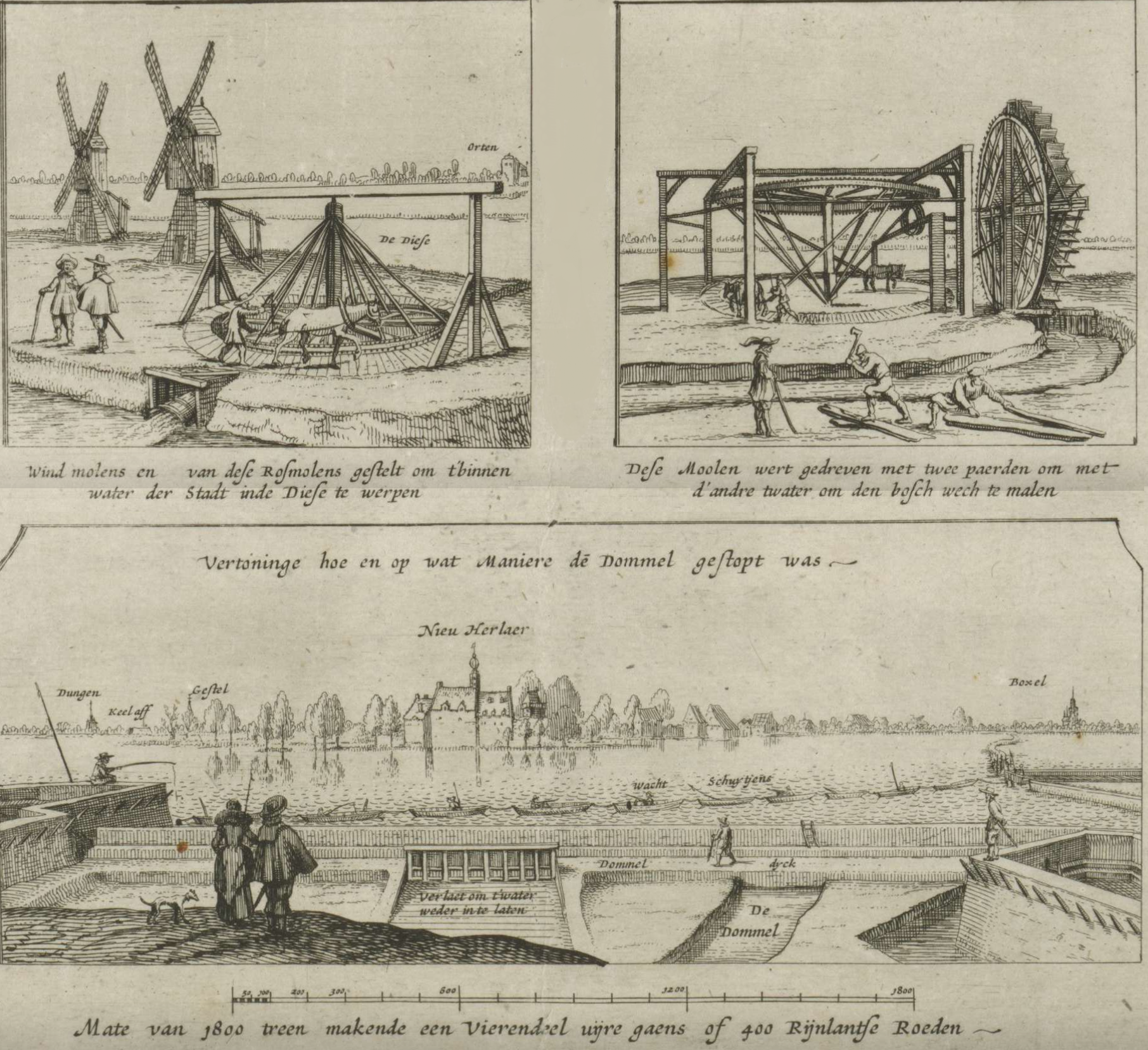
Deze afbeelding toont molens, gebouwd tijdens het beleg, die gebruikt werden om het water rond Den Bosch leeg te malen. Onder een dijk die de Dommel blokkeerde.

Op 18 mei was de stad, ondanks het overstroomde land rond de stad, volledig ingesloten. De snelheid waarmee het gigantische graafwerk werd uitgevoerd, getuigt van een perfecte voorbereiding en een knappe organisatie. Velen waren over de snelheid verbaasd waaronder Grobbendonk en zelfs personen aan Staatse kant. De Hollandse dijk, onderdeel van de circumvallatielinie aan de kant van Deuteren, was een mooi voorbeeld van de waterbouwkundige prestatie. De dijk lag op het diepste punt in de omgeving in ondergelopen land en werd vernoemd naar de herkomst van de werklieden. De omsingeling was daarmee volledig gesloten, wat Maurits 26 jaar eerder had nagelaten. Een andere prestatie van de belegeraars was het afdammen van de riviertjes, de Aa en de Dommel. Het water uit die rivieren werd omgeleid, waardoor het land om de circumvallatielinie onder water gezet werd en zo een extra hindernis vormde voor een mogelijk Spaans ontzettingsleger. De linies hadden een enorme polder gecreëerd, die men nu kon droogleggen. Het water werd met rosmolens uit de polders gevoerd. Hoewel de later beroemde waterbouwkundige Jan Leeghwater vaak genoemd wordt als betrokkene bij de belegering, zijn er geen eigentijdse Staatse bronnen waarin zijn aanwezigheid of actieve rol genoemd wordt. Met het zakken van het water werd de Hollandse dijk nog eens versterkt met nieuwe redoutes en andere fortificaties, omdat de stadhouder op deze plek een aanval verwachtte. Tegen 30 mei waren alle verhogingen en verzwaringen van de verdedigingslinies zo goed als voltooid. Het land rond Den Bosch viel droog, en nu kon begonnen worden met het graven van approches in de richting van de stad.

### Aanval

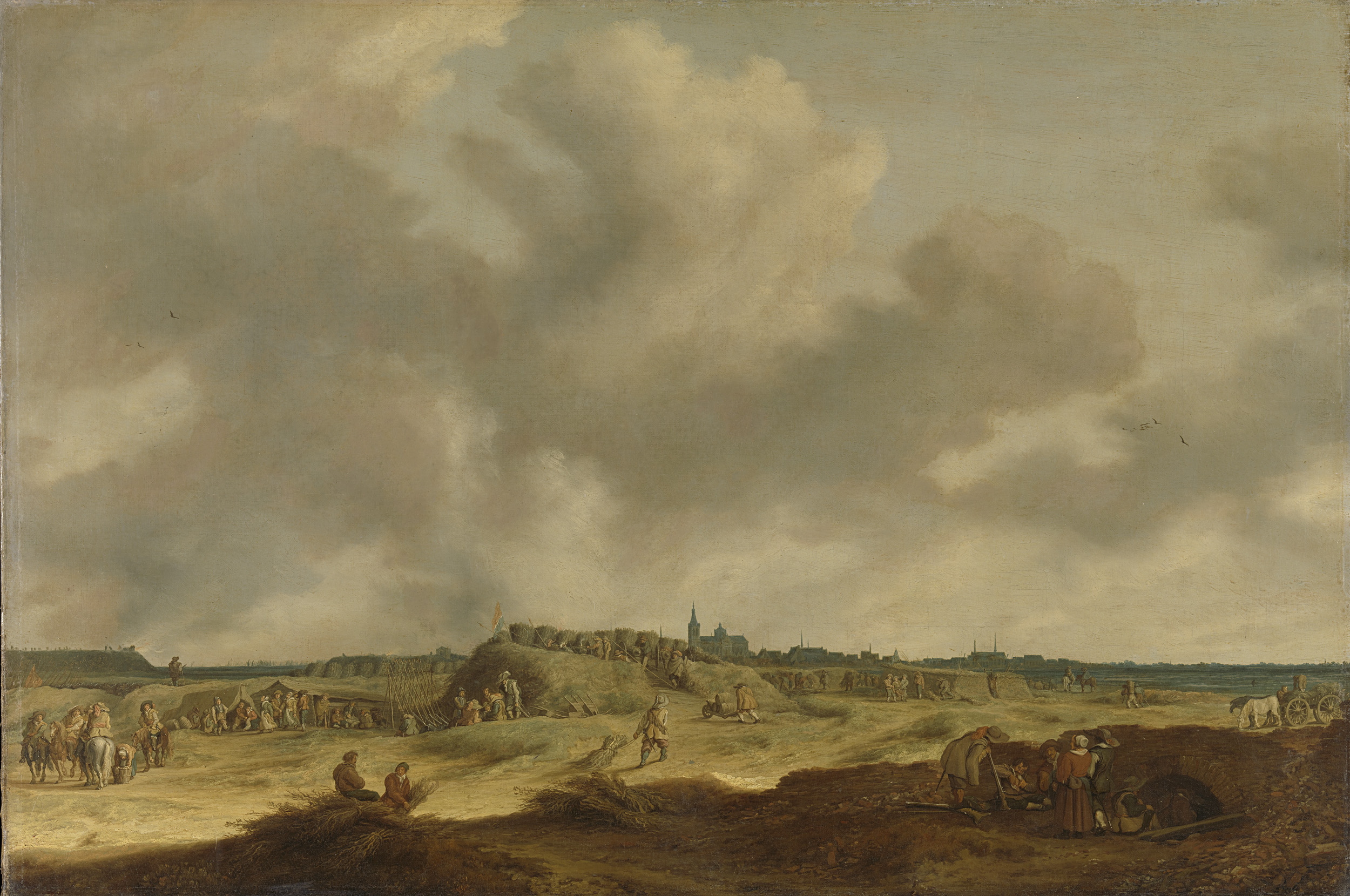
Het beleg van 's-Hertogenbosch aan de kant van Vught. Voor ligt een Staatse geschutschans tegenover het Spaanse fort Isabella, dat de toegang tot de Vughterpoort beschermde. (Pieter de Neyn, 1639)

De tweede fase van het beleg was de aanval op de stad. Vanuit de vijf kwartieren werden loopgraven gegraven richting de stad en haar forten. Het idee van Frederik Hendrik was dat hierdoor het garnizoen van 's-Hertogenbosch zich zou moeten verdedigen aan vijf kanten. Het garnizoen zou hierdoor de krachten moeten verdelen en uitgeput raken. Na het voltooien van de verdedigingslinies kon ook de Staatse artillerie het vuur openen op de stad. Uiteindelijk was het doel het naderen van de Bossche verdedigingswerken en een bres te slaan met het ontploffen van een mijn.
Vanuit het kwartier van Willem van Nassau-Siegen bij Orthen werden de eerste schoten gelost op de stad. Het aanleggen van loopgraven vanuit dit kwartier verliep aanvankelijk voorspoedig, maar moest later gestaakt worden vanwege het hoge water. Dit probleem werd ook ondervonden bij het kwartier van Pijnssen. Daar staakten ze met graven en bombardeerden alleen nog de verdedigingswerken rond de Vughterpoort. Brederode liet approches graven richting fort De Pettelaar. Snel verliep het niet, maar het verplichtte de verdedigers wel manschappen in te zetten aan die kant. Het hoge water was ook voor Ernst Casimir een probleem bij het graven van approches richting de Hinthamerpoort. Toch vorderde het werk gestaag met dekking van zes stuks artillerie die de stad continue beschoten. Sinds eind mei was het erg droog waardoor de weiden tussen Orthen en Hinthamereind droog vielen. Zodoende verloor de middeleeuwse stadsmuur haar natuurlijke bescherming. Ernst Casimir bereikte bijna het contrescarp van het hoornwerk, maar besloot richting de onbeschermde stadsmuur te graven. Haastig versterkte het garnizoen die kant van de stad en plaatste er artillerie.

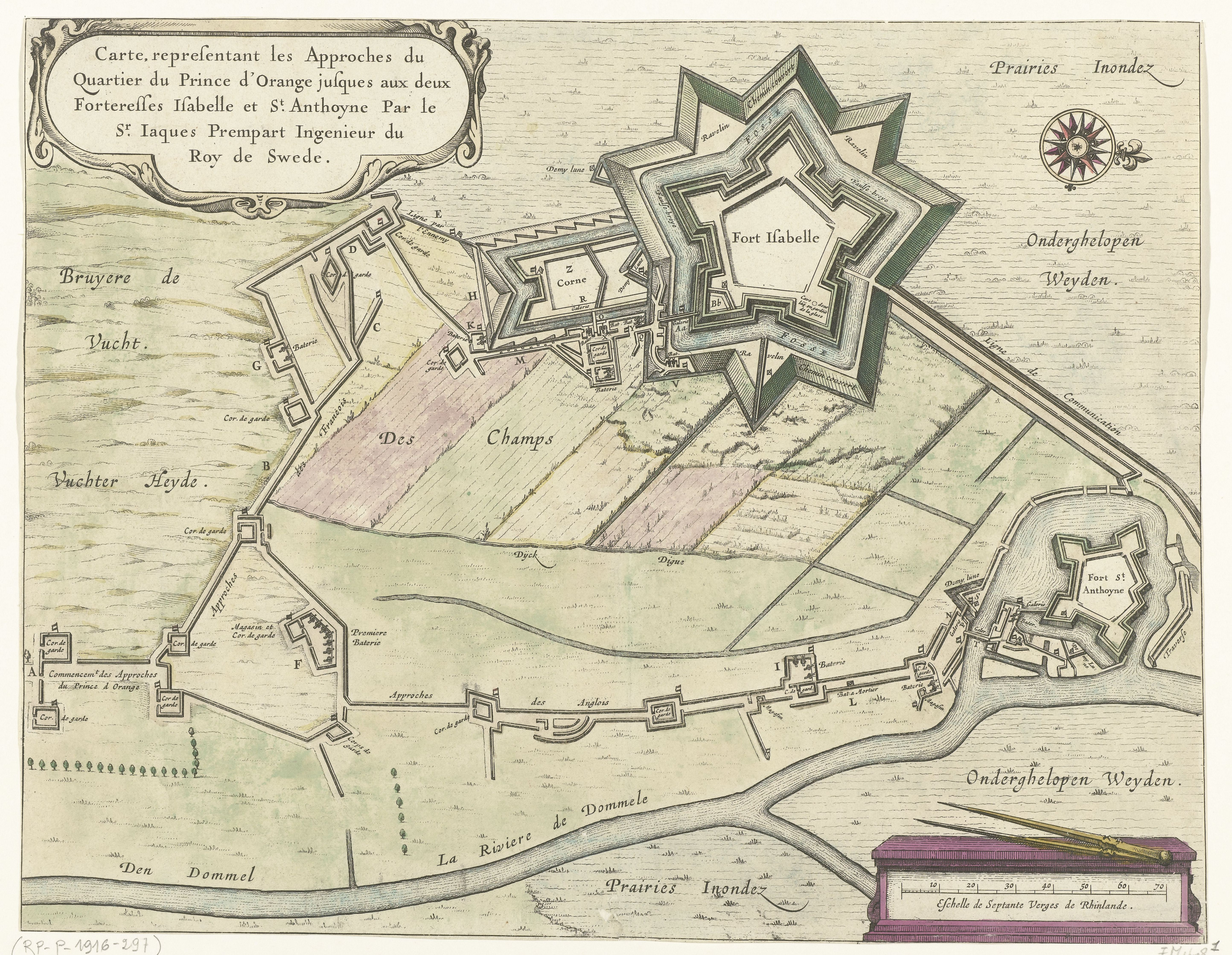
Loopgraven van het Staatse leger bij de forten Isabella en Sint-Anthonie (Jacques Prempart 1629-1630).

Het meest effectief was de aanval vanuit Vught. Deze aanval ging over hoger gelegen gebied waardoor de aanvallers geen last hadden van het water. Deze kant van de stad werd beschermd door twee buitenforten. Naar beide forten liet Frederik Hendrik approches aanleggen. De Fransen in Staatse dienst werkten naar het grootste, fort Isabella en de Engelsen naar fort Sint-Anthonie. Deze loopgraven waren wel verbonden met elkaar zodat ze elkaar konden helpen bij gevaar. Batterijen moesten de soldaten dekking geven. Fort Isabella werd beschermd door een hoornwerk waar omheen gegraven werd richting de bastions van het fort. Vervolgens werd met mortieren op het fort geschoten om ze tot overgave te dwingen. Diezelfde dag werd het huis van de commandant geraakt, waar buskruit en granaten opgeslagen lagen, wat een grote ontploffing veroorzaakte. Toen op 18 juli een mijn onder een bastion tot ontploffing werd gebracht, gaven de verdedigers het fort op en trokken zich terug naar de stad. Een dag later werd op dezelfde manier Sint-Anthonie veroverd.
Vanwege het gebrek aan buskruit in de stad werd er weinig met geschut geschoten. Om toch tegenstand te bieden gingen Bossche soldaten geregeld 's nachts de stad uit om Staatse werken te vernielen of in brand te steken, zoals bruggetjes en schanskorven. Soms werden er uitvallen gedaan naar batterijen waarbij soldaten werden gedood en wapens en munitie werden meegenomen. Dergelijke uitvallen waren wel risicovol voor de Bossche soldaten. De Staatse soldaten probeerden met behulp van approches dicht bij de verdedigingswerken te komen om die vervolgens met een mijn op te blazen. Om het opblazen te voorkomen werd er door de verdedigers regelmatig patrouilles op uit gestuurd om de vorderingen te volgen. Zodoende kon tijdig de mijn onschadelijk gemaakt worden of ingespeeld worden op de verwachte schade. Daar waar het graven van approches moeilijker was, zoals bij fort De Pettelaar en aan de noordoostkant, werd vooral gevochten met artillerie en vuurwapens.
's-Hertogenbosch begon te ervaren dat bastion Vught een zwak punt was in de vestingwerken, hoewel de soldaten van bastion Deuteren ondersteuning boden. Het bastion werd oorspronkelijk bewaakt door fort Isabella en fort Sint-Anthonie, maar sinds die veroverd waren, was er geen verdediging meer. Daarbij kwam dat bastion Baselaar met 1400 meter te ver lag om ondersteunend vuur te geven.

### Situatie in 's-Hertogenbosch
Den Bosch was niet goed voorbereid op een belegering. Er was een tekort aan manschappen en vooral aan kruit en munitie. De burgerij moest al het lood, zoals van dakgoten en regenpijpen en van hun huisraad, inleveren. Dit werd gebruikt om kogels van te maken. Het tekort aan kruit was ernstiger en kon niet opgelost worden.
Om de voedselvoorziening veilig te stellen werden er extra maatregelen genomen. Het aanwezige voedsel werd geïnventariseerd, er kwamen prijsvoorschriften, rantsoeneringen van schaarse middelen en er kwam een verbod op hamsteren. Naarmate het beleg vorderde werd het voedsel eenzijdiger en werden sommige middelen erg duur. Vooral de onderste lagen uit de samenleving hadden te lijden onder de prijsstijgingen. Door het beleg kwamen veel mensen in de armoede terecht en werden afhankelijk van bijstand van de stad. Vaak waren het vrouwen, vooral weduwen. Ondanks deze moeilijkheden heeft de bevolking geen honger geleden tijdens het beleg, zoals wel het geval was bij het beleg van Leiden of La Rochelle.
Vanaf het begin af aan werd de bevolking ingezet om graafwerk te verrichten, zoals voor het aanleggen van een borstwering op de noordelijke vestingwal of van geschutsopstellingen. Iedereen hielp mee, inclusief vrouwen en geestelijken.
Het leven in de stad was gevaarlijk en mensen leefden er in constante angst. Dag en nacht werd de stad beschoten waarbij vele doden en gewonden vielen en er veel schade ontstond aan gebouwen. Vooral grote of opvallende gebouwen zoals molens, de poorten en de kathedraal raakten zwaar beschadigd. Huizen grenzend aan de stadswal werden een ruïne. Deze beschietingen werden heviger naarmate de Staatse loopgraven de stad naderden.
Ook heerste er een enorme stank in de stad doordat de door het Staatse leger afgedamde Dieze niet meer door de stad stroomde. De Dieze werd door de hele stad als open riool gebruikt waarvan het vieze water zonder toevoer van vers water bleef hangen. Bang voor het uitbreken van ziektes door de onhygiënische situatie werden zo nu en dan de sluizen open gezet. Erg welkom waren de zware regenbuien. Toch hielp het niet voldoende om epidemieën tegen te gaan. Het aantal slachtoffers dat stierf door de pest is onbekend maar oversteeg waarschijnlijk het aantal dat omkwam door beschietingen.
Gedurende het beleg was het belangrijk de inwoners te motiveren om stand te houden. Een bevolking die geen vertrouwen meer had kon in opstand komen tegen de militairen. Goed nieuws dat de stad kon worden binnengesmokkeld werd daarom gedeeld met de bevolking. Ook de geestelijkheid zette zich in de inwoners te motiveren. De hoop op ontzet door een Spaans leger gaf hen kracht om vol te blijven houden.

### Pogingen tot ontzet

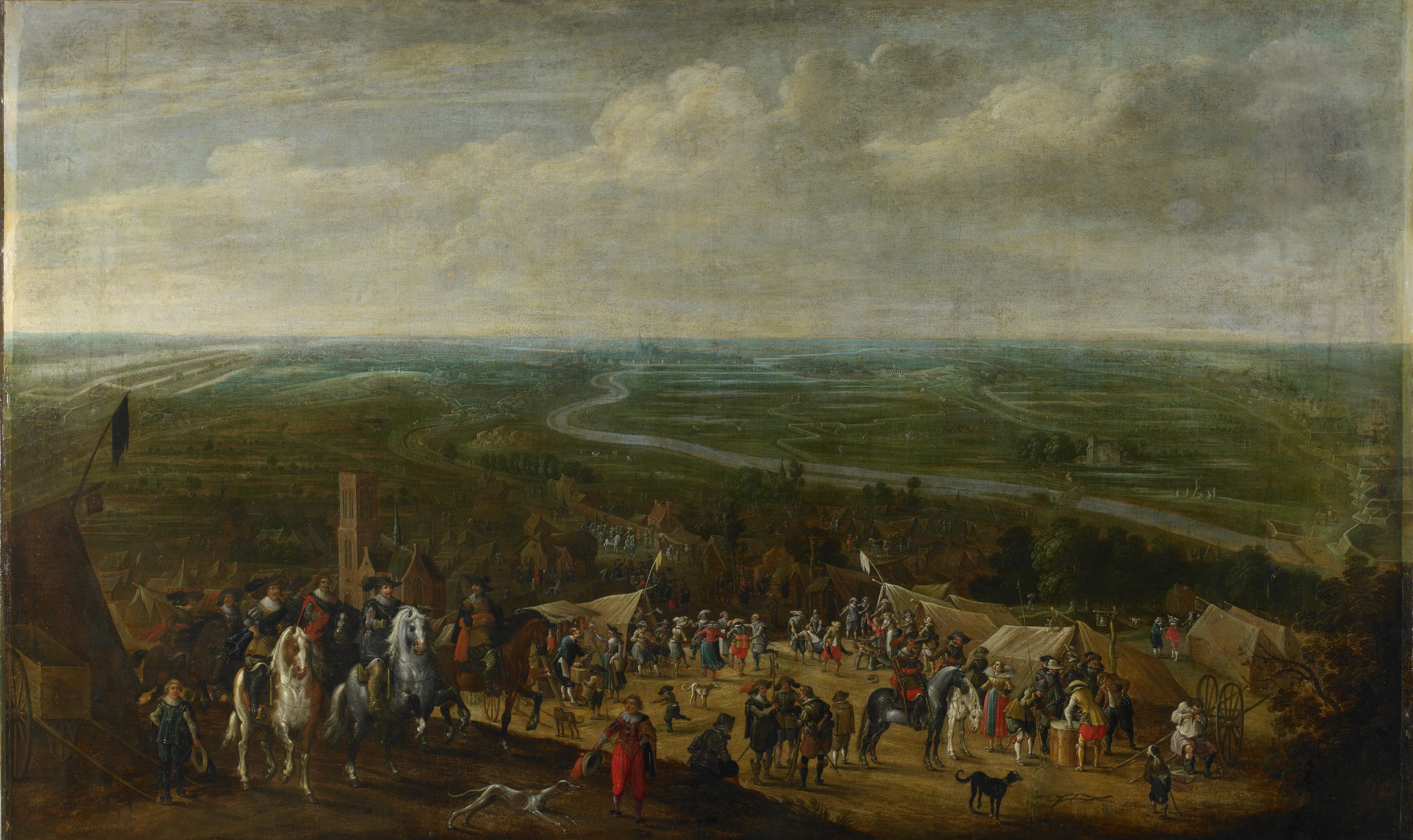
Frederik Hendrik in het legerkamp in Vught tijdens de belegering van 's-Hertogenbosch. Te zien zijn onder andere vechtende, dansende, gokkende en drinkende militairen. (Pauwels van Hillegaert, 1631)

De commandant van het Spaanse leger Hendrik van den Bergh had van de koning de taak gekregen 's-Hertogenbosch te ontzetten. Zelf was Van den Bergh sceptisch of dit wel zou lukken. Het beleg was inmiddels zo ver gevorderd dat het Staatse leger genoeg tijd heeft gehad om verdedigingswerken op te zetten. Dat het leger niet eerder ingezet werd om het Staatse leger te verjagen kwam door een groot gebrek aan geld. De geldzendingen uit Spanje waren tussen oktober 1628 en mei 1629 opgedroogd, dus moesten de benodigde middelen door de zuidelijke provincies zelf opgebracht worden. Het Spaanse ontzettingsleger werd gevormd door het oproepen van soldaten uit allerlei garnizoenssteden en forten. Uiteindelijk werd een leger gevormd van rond de 30.000 man sterk. In werkelijkheid moet dit aantal lager liggen door desertie. Door wanbetaling en slechte omstandigheden kwam dit veel voor. Hendrik van den Bergh sprak over een leger van 23.000 man sterk. Het leger had voldoende levensmiddelen, artillerie en andere middelen, maar te weinig munitie om een groot gevecht aan te gaan.
Frederik Hendrik werd ongerust toen hij vernam dat een ontzettingsleger gevormd werd in de Zuidelijke Nederlanden. Hij was bang dat de bevoorrading van zijn leger het doelwit zou zijn en liet verouderde verdedigingswerken langs de bevoorradingsroute opknappen. Er werden troepen naar de rechteroever van de Maas gezonden en het Land van Altena werd onder water gezet. Daarnaast werd de circumvallatielinie nog eens verzwaard en versterkt.
Het leger van Hendrik van den Bergh trok van Turnhout naar Haaren waar op 27 juni werd overlegd over een aanval. Het beleg was twee maanden gaande en naast Van den Bergh wisten ook andere officieren en de landvoogdes Isabella van Spanje dat het onmogelijk was de stad te ontzetten. Toch waren ze naar de buitenwereld nog optimistisch om de bevolking moed te geven. Het leger was gelegerd in Haaren waarmee de Staatse kwartieren in bereik lagen. Na acht dagen van verkennen en wachten kwam de Spaanse aanval. Twee aanvallen werden uitgevoerd met doel het doorbreken van de circumvallatielinie en het versterken van de stad. De ene groep bestaande uit 3.000 man, geleid door kolonel Diesdorf moest de linie bij de Dommel doorbreken en via het Kleine fort naar de stad gaan. De ander bestaande uit 4.000 man en zeven compagnieën ruiters, geleid door de hertog van Bournonville moest de linie tussen de kwartieren van Brederode en Ernst Casimir aanvallen. Hendrik van den Bergh zelf ging met het grootste deel van het leger schijnaanvallen uitvoeren aan de kant van Vlijmen. Beide aanvallen waren niet succesvol. Het garnizoen kon niet te hulp schieten doordat communicatie van en naar de stad niet mogelijk was. Daarnaast was de verkenning gebrekkig, waardoor de waterstand hoger was dan verwacht en de verkeerde dijk werd doorstoken. Verder was de Staatse legerleiding al op de hoogte van de plannen door gevangengenomen verkenners en bodes. Na deze mislukte aanval waren er nog twee plannen voor een aanval, maar die werden uiteindelijk afgebroken. Op 9 juli vertrok Hendrik van den Bergh met het leger naar Boxtel.

### Inval van de Veluwe

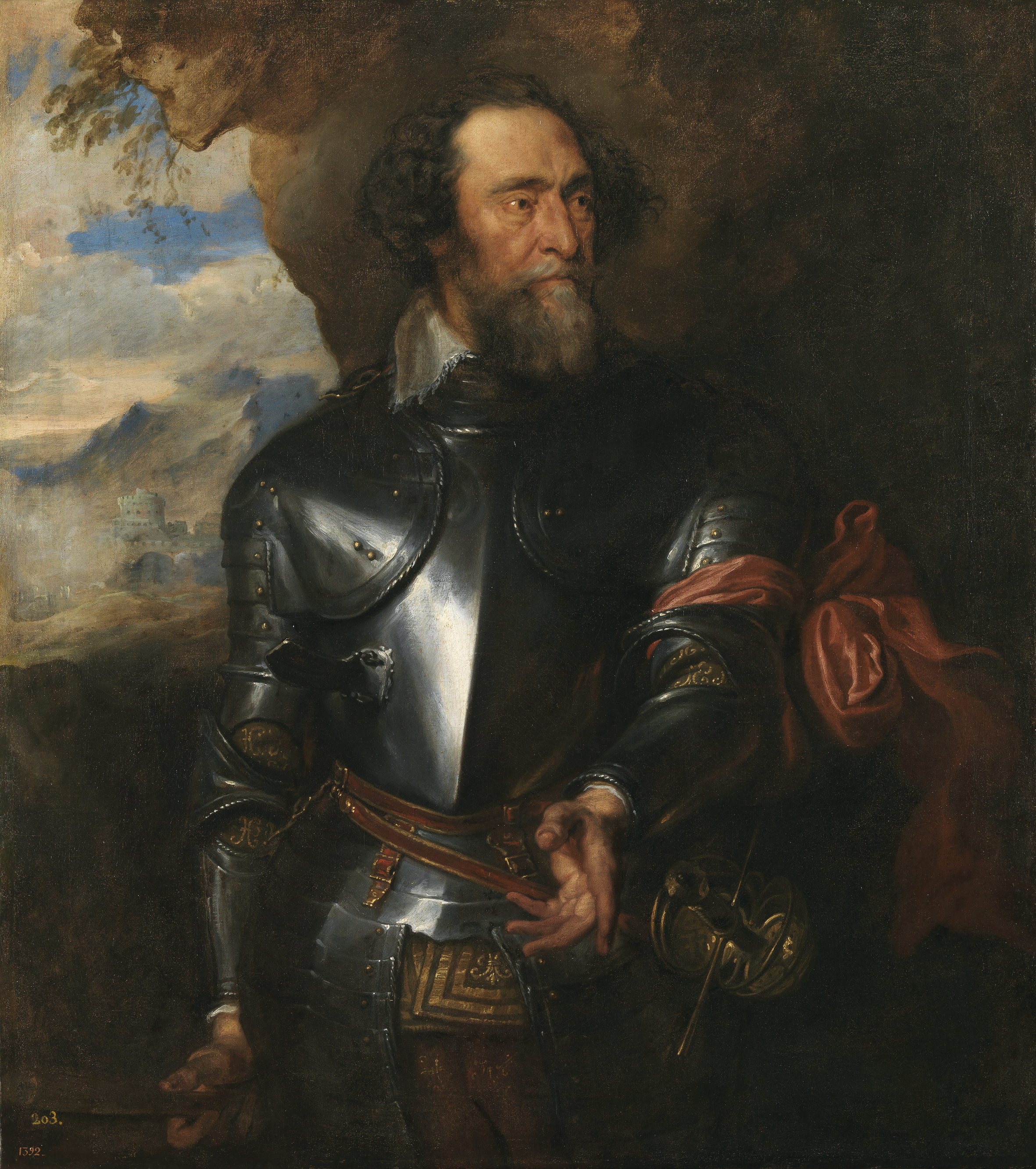
Legeraanvoerder in Spaanse dienst Hendrik van den Bergh (door Anthony van Dyck, circa 1629-1632)

De Inval van de Veluwe was een poging om het Staatse leger weg te lokken van Den Bosch. Hiervoor werd door Brussel de hulp ingeroepen van bondgenoot keizer Ferdinand II. Die had de mogelijkheid troepen te sturen vanwege de Vrede van Lübeck met Denemarken tijdens de Dertigjarige Oorlog. Van den Bergh stak eind juli met zijn leger de IJssel over. Daar wachtte hij op de komst van het keizerlijke leger geleid door generaal Ernesto Montecuccoli. Het keizerlijke leger werd beschouwd als Spaans en ook betaald door Madrid om de neutraliteit niet te schenden. De plattelandsbevolking op de Veluwe en Graafschap vluchtte massaal naar versterkte steden. Hoewel die steden ook niet erg weerbaar waren tegen een belegering door een tekort aan soldaten en levensmiddelen.
Doordat het Spaans-keizerlijke leger erg langzaam opereerde gaf dat de Republiek tijd om bedreigde steden langs de IJssel te versterken. Ongeveer 13.000 soldaten werden nieuw aangenomen met dat doel. Op 18 juli werd de stad Arnhem versterkt met de komst van Ernst Casimir met een kleine 10.000 man die onttrokken werden van Den Bosch. Dit was een slimme zet omdat de Spaans-keizerlijke invallers met deze dreiging rekening moesten houden.
Na de komst van het keizerlijke leger werd op 10 augustus vergaderd over het verloop van de opmars. Besloten werd dat Montecuccoli met meer dan 10.000 man Amersfoort en Harderwijk zou aanvallen waardoor Utrecht en Naarden zouden worden bedreigd. De graaf van Salazar zou met 6.000 man Hattem aanvallen waardoor Friesland bedreigd werd. Jan van Nassau zou met Hendrik van den Bergh de IJsselverbinding bewaken bij Dieren. Gehoopt werd dat een aanval in het hart van de Republiek genoeg paniek zou veroorzaken om Frederik Hendrik weg te krijgen van Den Bosch.
Op 13 augustus werd het slecht verdedigbare Amersfoort opgeëist door Montecuccoli. De stad capituleerde een dag later. De inname veroorzaakte een golf van paniek. Toch werd het beleg van 's-Hertogenbosch niet opgegeven. Onder de gedeputeerden waren er enkele voorstanders van het opgeven van het beleg. De meerderheid was tegen inclusief Frederik Hendrik. Er was immers al veel geld in gestoken. Daarnaast was bekend dat Spaans-keizerlijke troepen zich moeilijk konden handhaven door zich op de Veluwe te bevinden. De Veluwe was een arm plattelandsgebied met weinig belangrijke steden.
Haastig werd het Staatse leger uitgebreid. De omvang van het leger piekte in de zomer van 1629 op een effectieve grootte van 80 à 90.000 man. Dit was het hoogste aantal dat het Staatse leger bereikte tijdens de Tachtigjarige Oorlog. Een deel van dit leger lag voor Den Bosch. Het andere deel was nodig om de steden langs de grenzen en rond de Veluwe te beschermen na de inval.
Een directe aanval op het Spaans-keizerlijke leger werd door het Staatse leger niet ondernomen. In plaats daarvan werden aanvallen gedaan op de kwetsbare bevoorradingskonvooien die vanuit Wezel vertrokken. Deze aanvallen waren echter niet zo effectief als de gewaagde aanval die op 19 augustus plaatsvond. Op die dag werd bij verrassing Wezel ingenomen via een gat in de verdedigingswerken dat tijdelijk ontstaan was door werkzaamheden. Als gevolg zagen de Spaans-keizerlijke legers zich genoodzaakt terug te trekken en werd Amersfoort ontruimd. Het gevaar voor de Republiek was geweken.

## Capitulatie

### Een bres in het bastion

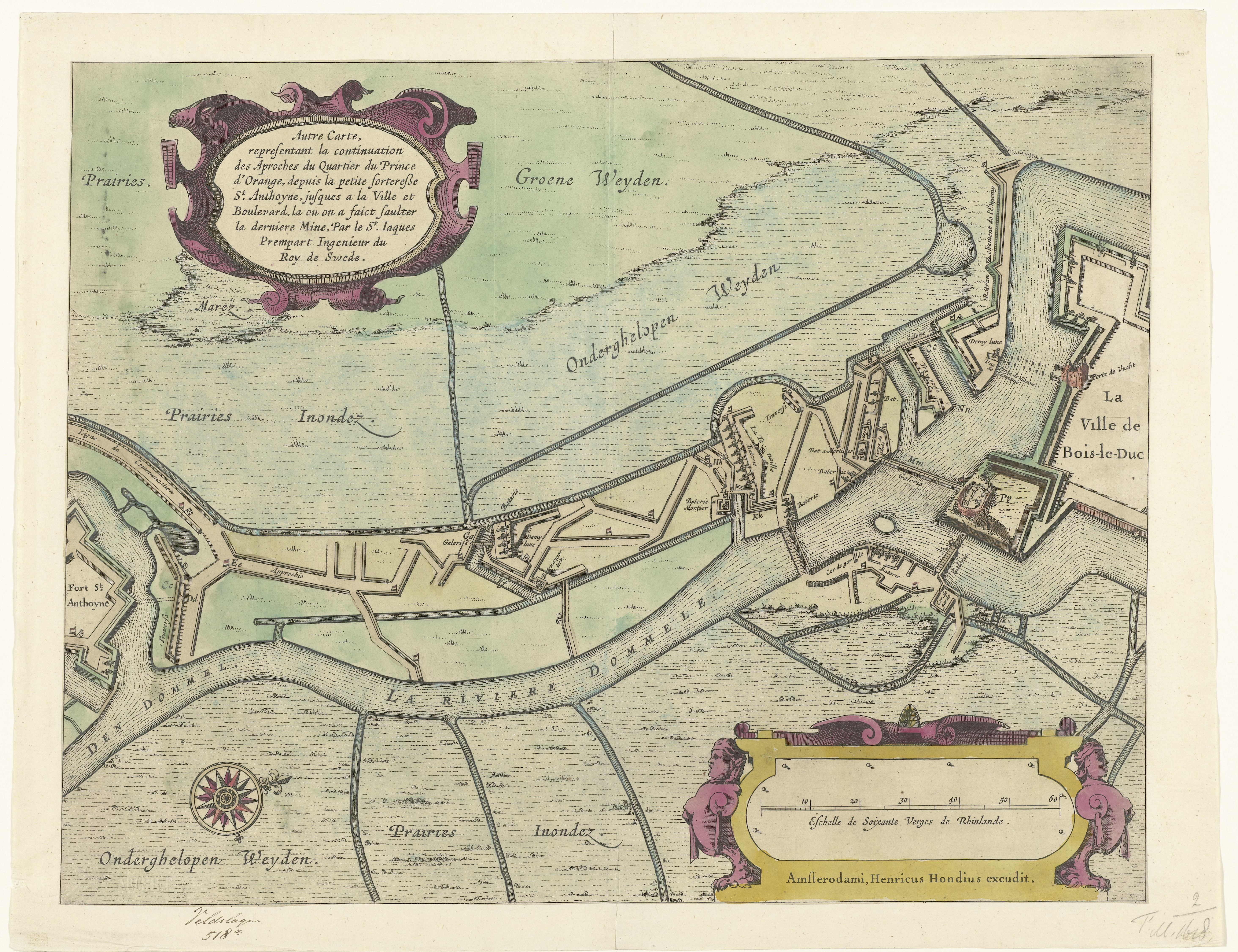
Loopgraven van het Staatse leger vanaf het fort Sint-Anthonie tot aan de stad (Jacques Prempart 1629-130).

Naarmate de tijd vorderde werd het duidelijk dat een inname van Den Bosch onvermijdelijk werd. In augustus was er voor de stad nog hoop door de inval op de Veluwe maar dat viel na de Staatse inname van Wezel in duigen. Aan het begin van die maand kwamen de loopgraven vanuit drie punten dicht bij de stadsgracht. Het blijven vasthouden aan aanvallen vanuit meerdere kanten was opvallend omdat het aantal manschappen van Frederik Hendrik sterk was verminderd. Schattingen zeggen dat het leger slechts een derde van de originele sterkte nog had. Volgens Hendrik van den Bergh was het leger 7 à 8 duizend man. Het kwam voor dat het Bossche garnizoen tijdens uitvallen lege loopgraven aantrof. In deze moeilijke periode intensiveerde Frederik Hendrik het beleg en verhoogde het aantal beschietingen op de stad. Toch bleef de stad weerstand bieden waardoor de voortgang traag werd. De kosten namen ook nog toe omdat soldaten vanwege het gevaar alleen nog voor hoge tarieven de loopgraven in wilden.
Vanuit het kwartier van Brederode, Willem van Nassau-Siegen en kolonel Pijnssen waren afleidingsapproches gegraven. Vanuit het kwartier van Ernst Casimir waren de approches eind april zo dicht bij de Hinthamerpoort genaderd dat men een aanval had kunnen doen op de poort. Echter, de belangrijkste aanval bleef voor Frederik Hendrik die aan het Vughtereind. Nadat de twee forten gevallen waren hadden de verdedigers in het zuiden geen buitenwerk meer over, waardoor Staatse soldaten half augustus de stad dicht konden naderen. Vanuit twee kanten werd een galerij aangelegd naar het bastion ten oosten van de Vughterpoort.
Ook in de stad wist men dat het niet lang meer duurde voor de stad zich moest overgeven. De militair gouverneur Grobbendonk wilde dit moment zo lang mogelijk rekken om geen gezichtsverlies te lijden bij het Brusselse bewind. Het aantal beschikbare soldaten was dusdanig geslonken dat hij nog burgers liet inzetten om graafwerk te verrichten en wacht te lopen. De burgers zagen dat helemaal niet meer zitten omdat het een kansloze zaak geworden was en er brak een oproer uit. Ook het buskruit was bijna op. Er waren op 4 september nog 113 vaatjes over, waarvan er dagelijks 20 verbruikt werden. Bisschop Michael Ophovius zette zich in om de gouverneur te overtuigen niet te lang door te gaan. Het was bekend dat wanneer een stad zichzelf te laat overgaf, het recht op plundering gold voor de overwinnaars. Op 11 september werd met een mijn een groot stuk van het bastion weggeslagen. Staatse soldaten bezetten het bastion kortstondig maar trokken zich weer terug vanwege hevige beschietingen. Hierop besloot het stadsbestuur van Den Bosch tot onderhandelingen over te gaan.

### Onderhandelingen

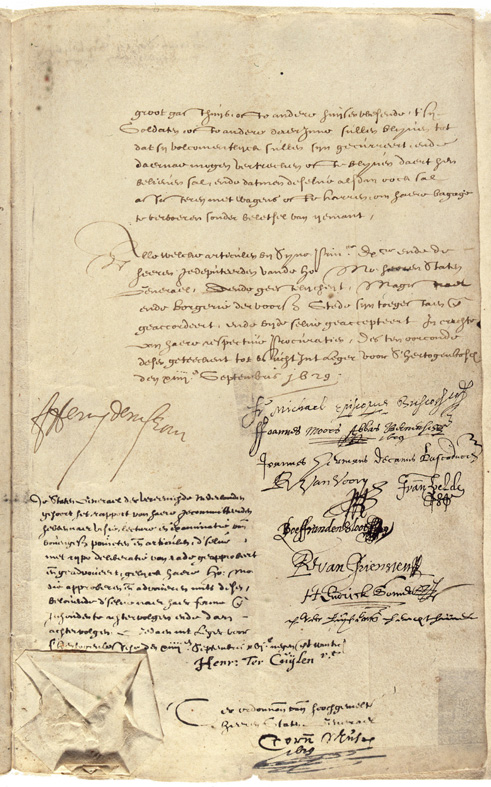
Laatste blad van het capitulatieverdrag. Links de handtekening van legeraanvoerder prins Frederik Hendrik van Oranje. Rechts die van de Bossche onderhandelaars met als eerste die van bisschop Ophovius. Cornelis Musch tekende als griffier van de Staten-Generaal namens dit college.

Op 12 september begonnen de onderhandelingen in Vught. Met de gouverneur Grobbendonk werd overeengekomen dat het garnizoen met alle mogelijke militaire eer de stad mocht verlaten. Het garnizoen mocht vier kanonnen meenemen en moest twee dagen na de capitulatie de stad verlaten. Daarnaast konden de militairen en hun families nog twee jaar over hun huizen beschikken. De uittocht van het garnizoen vond plaats op 17 september.
Met het stadsbestuur verliepen de onderhandelingen minder soepel. Hun belangrijkste eis, het behoud van alle katholieke kerken, de inboedel en instellingen werd meteen al van tafel geveegd. De bisschop onderhandelde mee maar de enige toezegging die hij kreeg voor de katholieken was dat de vrouwelijke religieuzen tot hun dood mochten blijven in de stad. De inboedel mocht worden meegenomen, maar de kerkgebouwen gingen over naar de gereformeerden.
Aan de stad werd tevens toegezegd dat zij haar oude rechten mocht behouden, mits deze niet ingingen tegen de belangen van de Staten-Generaal. De stad mocht daardoor het eigen bestuur kiezen, maar zo nodig konden de Staten-Generaal kandidaten voor het bestuur naturaliseren. Hierdoor konden kandidaten die niet afkomstig waren uit Den Bosch, toch zitting nemen in het stadsbestuur. De Bossche onderhandelaars pleitten voor een stem in de Staten-Generaal voor het hertogdom Brabant maar kregen nul op het rekest. Op 14 september werd de capitulatie getekend.
Voor de uittocht van het garnizoen en de geestelijkheid werden 1200 wagens gebruikt. Dit was zo indrukwekkend dat duizenden mensen van heinde en ver kwamen om het te aanschouwen.

### Reacties op de capitulatie

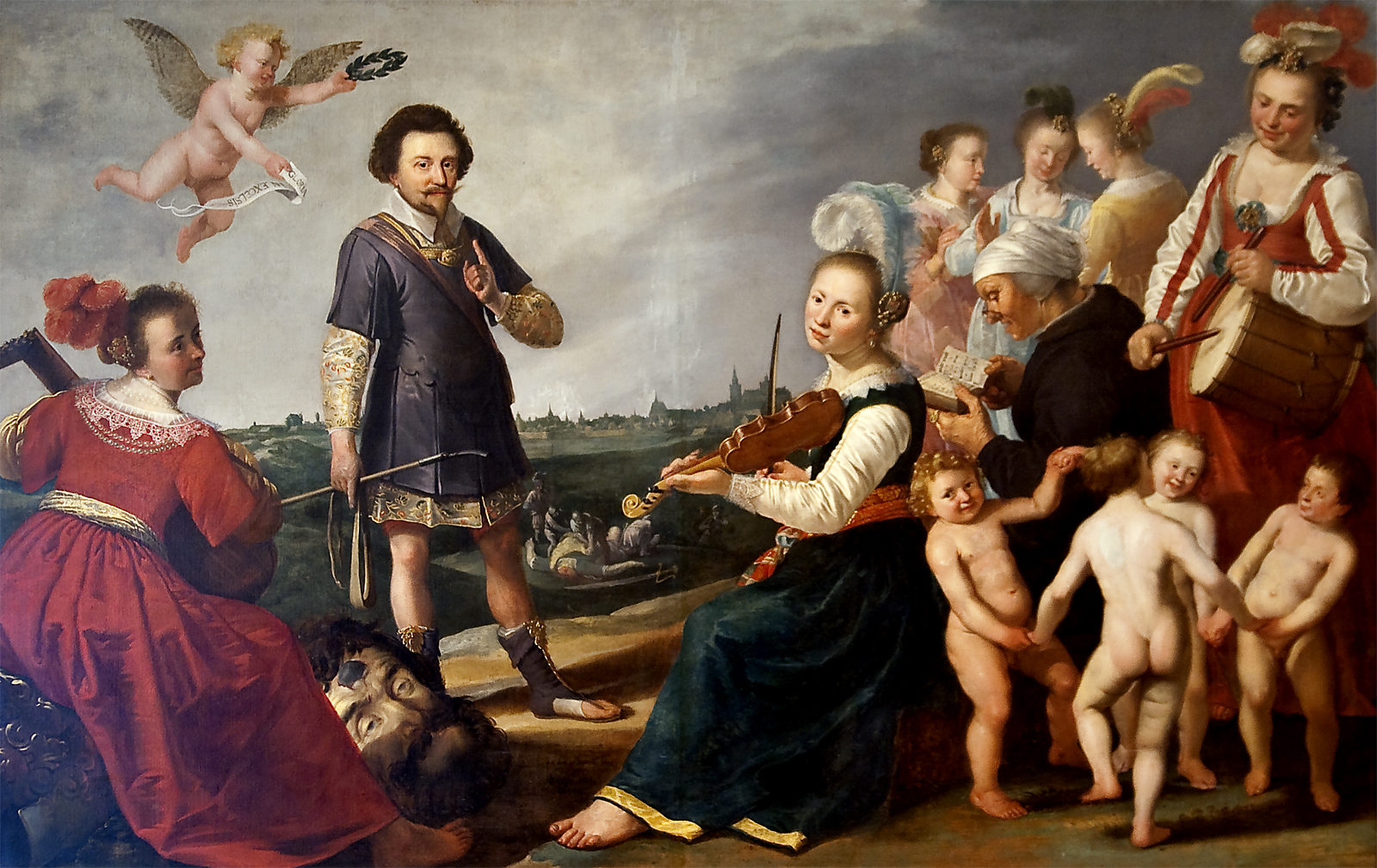
Allegorische voorstelling met Frederik Hendrik na de inname van 's-Hertogenbosch. (Jacob Gerritsz. Cuyp, 1630)

Het verlies van Den Bosch kwam als een schok in de Zuidelijke Nederlanden. De bevolking was woedend en beschuldigde Spaanse raadgevers in de Brusselse regering en andere betrokkenen van verraad. Isabella's raadgever kardinaal De la Cueva vluchtte Brussel uit nadat bekend werd dat de stad gecapituleerd had. Uit vooral Spaanse kringen moest Hendrik van den Bergh het ontgelden. Hem werd verweten te afwachtend te zijn geweest en door sommigen werd hem verraad verweten. Er bestond ook de angst dat Frederik Hendrik nog meer steden in het zuiden zou gaan belegeren nu het Spaanse leger zo zwak leek.
In de Republiek werd het nieuws van de verovering overal gevierd. Den Bosch werd een toeristische trekpleister. Toeristen trokken naar de onneembare stad om met eigen ogen de linies, forten, de rosmolens en de oorlogstaferelen, zoals de bres in het Vughterbastion te zien.
Op artistiek vlak bood de capitulatie veel inspiratie voor kunstenaars. Een deel van de werken was allegorisch van aard waarmee de prestatie of Frederik Hendrik zelf werd verheerlijkt. Het merendeel van dergelijke allegorische uitingen werden verwerkt in prenten en penningen. Een voorbeeld van een allegorisch schilderij is dat van Jacob Gerritsz. Cuyp waarop Frederik Hendrik is afgebeeld als David, die met zijn slinger Goliath heeft verslagen. Andere schilderijen hebben juist weer veel documentaire waarde, zoals in het bijzonder die van Pauwels van Hillegaert. Joost van den Vondel schreef een lofzang over de prestatie genaamd: Zegezang ter eeren van Fredrik Hendrik prince van Oranje.
In 1631 beschreef de befaamde hoogleraar aan de Leidse universiteit, Daniël Heinsius, in het boek Rerum ad Sylvam-Ducis atque alibi in Belgio aut a Belgis anno MDCXXIX gestarum historia, de belegering van 's-Hertogenbosch en de gebeurtenissen rondom de belegering. Zijn doel als geschiedschrijver was het vastleggen van die gebeurtenissen voor het nageslacht en het opsteken van de loftrompet over de daden van Frederik Hendrik. Het stuk was geschreven in de trant van de klassieke schrijvers waarbij objectiviteit en betrouwbaarheid minder belangrijk waren. Het werk was dus niet zonder fouten. Een bewaard gebleven exemplaar bevat kritische commentaren in de kantlijn opgetekend door Frederik Hendrik en ingenieur Theodoor Niels.
Al eerder, tijdens het beleg zelf, schreef de calvinistische predikant Jacobus Revius een ‘Gebedt voor de belegeringe van 's Hertogen-bos’. Hij koos de vorm van een parodie op de Litanie van alle Heiligen. Net als bij de litanie reciteert de voorganger steeds een couplet, waarna de gelovigen antwoorden: ‘Wilt ons horen lieve Heer’, Revius' weergave van ‘Te rogamus, audi nos’. Revius, voor wie de Tachtigjarige Oorlog vrijwel samenviel met de strijd tussen de ware en de valse religie, maakte van zijn ‘Gebedt’ een felle aanklacht tegen het katholicisme.

## Nasleep

### Religieuze veranderingen

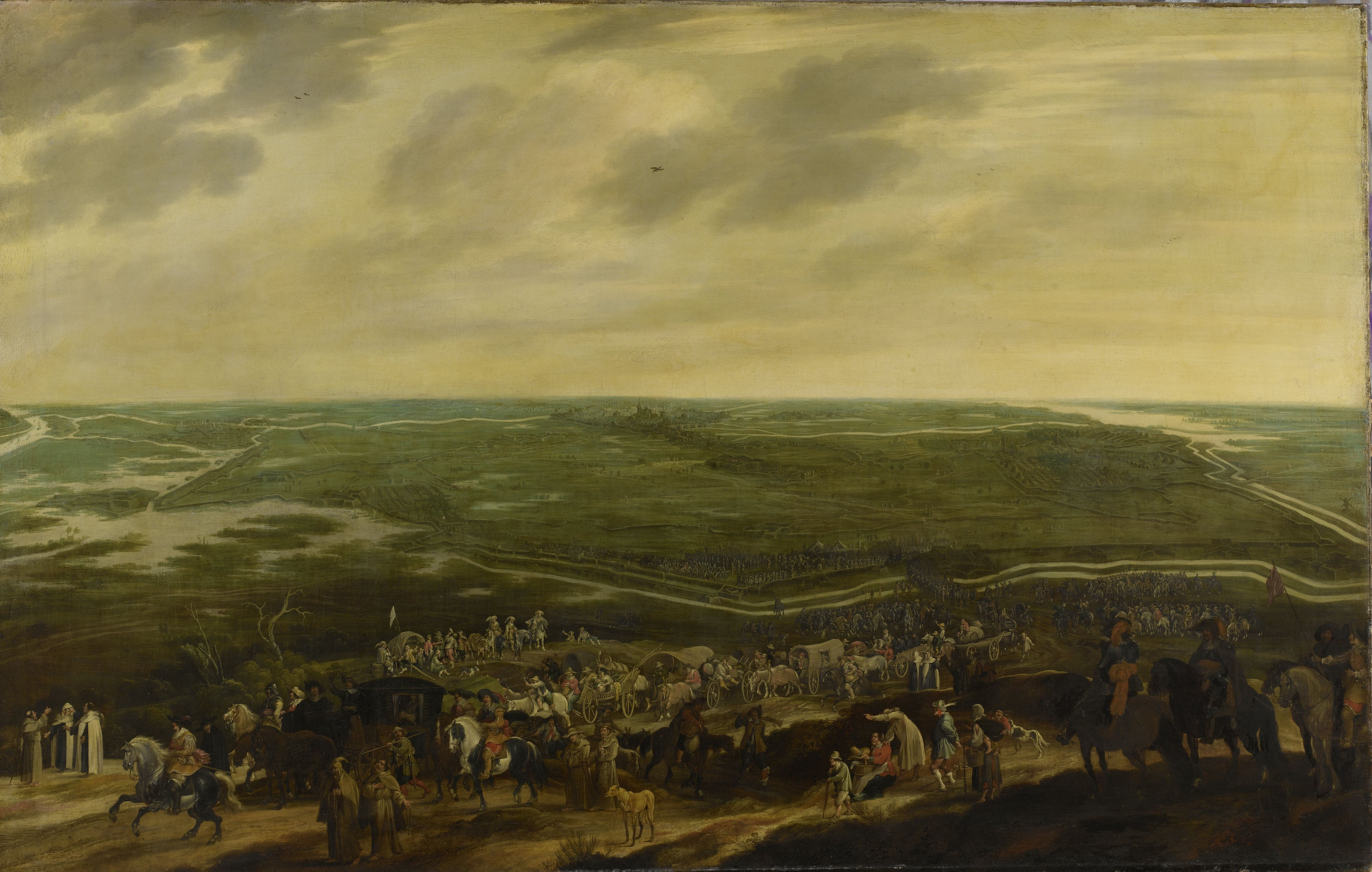
De uittocht van het garnizoen, katholieke geestelijken en anderen uit de stad na de capitulatie. (Pauwels van Hillegaert, 1635)

Nu de stad in Staatse handen was gekomen, waren orthodoxe gereformeerden uit het noorden erop gebrand het katholicisme te laten verdwijnen. Alle katholieke gebouwen moesten sluiten, maar slechts een klein deel werd in gebruik genomen door de gereformeerden. Sommige gebouwen bleven dicht, andere kregen een nieuwe bestemming. De laatste katholieke eredienst in de Sint-Janskathedraal was op zondag 16 september. Op 19 september werd de Sint-Jan door de hervormden in gebruik genomen na een plechtige dienst.
Een grote meerderheid van de bevolking was echter niet bereid het rooms-katholieke geloof af te zweren. Om niet te veel weerstand creëren, werd er tegen katholieken niet hard opgetreden. Daarnaast was het moeilijk om er grip op te krijgen. Katholieke erediensten werden in huiskamers gehouden of inwoners trokken naar het platteland of het klooster van Coudewater om een dienst bij te wonen. Daarbij waren vrouwelijke geestelijken conform het verdrag nog jaren werkzaam in de stad.
Toch probeerden calvinisten een stempel te drukken op de stad. Charitatieve instellingen gingen over naar de protestanten en dat leidde in het weeshuis tot protest. De kinderen vertrokken naar het zuiden of werden bij burgers in de stad ondergebracht. Na vier maanden was het aantal kinderen in het weeshuis gehalveerd.
Een deel van de nieuwe gereformeerden in de stad kwam van buitenaf. Toch gingen ook een groot aantal Bosschenaren of teruggekeerde Bosschenaren over op het calvinisme. Het precieze aantal is niet bekend maar was groter dan vaak werd aangenomen. Bij een telling in 1809 bleek 1/5 van de Bossche bevolking protestants.
Op het uitgestrekte platteland van de Meierij was het helemaal moeilijk om de reformatie uit te dragen. De weerstand was er groot en het was er voor predikanten gevaarlijk.

### Bestuurlijke veranderingen
Een ander gevolg van de capitulatie was de vervanging van de koningsgezinde stadsregering van 's-Hertogenbosch. Het nieuwe stadsbestuur werd benoemd door de Staten-Generaal en door Frederik Hendrik. De meerderheid van het nieuwe stadsbestuur bestond uit oud-Bosschenaren die terugkeerden, maar het bevatte ook twee katholieken uit het vorige bestuur en drie personen van buiten de stad. De lagere bestuurlijke functionarissen werden door dit nieuwe bestuur aangesteld. Johan Wolfert van Brederode was de eerste gouverneur onder Staats gezag. Voor de gilden was geen plek meer in het bestuur.
Veel inwoners van 's-Hertogenbosch hadden niet de indruk dat deze verovering definitief zou zijn. Zij verwachtten dat Spaanse troepen de stad weer zouden heroveren en waren volgens Staatse bronnen bereid daarmee te helpen. Omdat er kans was dat de burgerbevolking in opstand zou komen, is er in 1637 een citadel gebouwd dat door de bevolking 'fort papenbril' werd genoemd.
De stad 's-Hertogenbosch kwam samen met de Meierij onder het gezag van de Staten-Generaal en werd een onderdeel van Staats-Brabant. De zuidelijke grens kwam te liggen waar nu de grens tussen Nederland en België ligt, maar Lommel hoorde er ook nog bij. Bij de vrede van Münster in 1648 werd bepaald dat Staats-Brabant niet het achtste lid van de Unie zou worden. Staats-Brabant werd een generaliteitsland. Dit hield in dat Staats-Brabant onder het gezag van de Republiek viel en geen stemrecht had in het landsbestuur. Dit gold ook voor Staats-Limburg en Staats-Vlaanderen.

### Economische en demografische gevolgen
De inname van Den Bosch in 1629 was niet zo dramatisch voor de economie als vroeger gesuggereerd werd. Den Bosch beleefde haar hoogtepunt rond 1526 toen het een bevolking had van 17.500-20.500 inwoners. Het kon profiteren van de handel met het Duitse achterland en met Antwerpen. Dit veranderde met het uitbreken van de Tachtigjarige Oorlog toen inwoners massaal de stad verlieten en de economie zwaar getroffen werd. Na de inname zat de economie tussen 1630 en 1650 in een recessie. Van 1650 tot 1708 stabiliseerde de economie en eindigde met een nieuwe recessie die tot 1730 duurde. Vanaf dat jaar groeide de economie tot het einde van de Republiek. Al vanaf 1580 richtte Den Bosch zich meer op Holland, waar het na de inname van 1629 kon meeliften met de Gouden Eeuw. Ook functioneerde de stad nog als regionale markt. Dat Den Bosch een belangrijke garnizoensstad bleef zorgde ook voor extra inkomsten. De belastingen waren zwaarder dan elders in het land, maar aan de andere kant werden er meer uitgaven gedaan ten behoeve van bijvoorbeeld de defensiewerken.
Voor het beleg telde de stad zo'n 11.000 inwoners en dit aantal veranderde tot aan de Franse tijd nauwelijks meer. De grootte van het garnizoen schommelde wel sterk en kon tussen de 3000 en 10.000 soldaten tellen.

### Voortzetting van de strijd
Met de verovering van Den Bosch en de Meierij was een deel van het zuiden van de Republiek veiliggesteld. Na de belegering werden de Staatse troepen nog wat langer aangehouden. Hierdoor kon het de oostgrens extra beveiligen door ook daar nog meer steden op de Spanjaarden te veroveren zoals Solingen, Duisburg, Essen en Ruhrort. Overige steden in Spaanse handen in Gulik en Kleef werden door het Spaanse leger ontruimd om de Palts beter te kunnen beschermen. Hierdoor was de veiligheid van de Republiek toegenomen en was de roem van Frederik Hendrik als generaal bevestigd. De verovering van Den Bosch was Frederik Hendriks grootste prestatie in zijn carrière.
Voor de belegering van 's-Hertogenbosch toonde Spanje al interesse in een wapenstilstand. Na het beleg werd opnieuw vergaderd in de noordelijke gewesten over het voorstel voor een wapenstilstand. Frederik Hendrik van Oranje leek te sturen op het aangaan van een bestand. Het was namelijk een goed moment door de sterke onderhandelingspositie die de Republiek had op dat moment. Mocht besloten worden om de oorlog voort te zetten, dan moest de kostbare offensieve strategie gehandhaafd blijven om in de toekomst onder dezelfde voorwaarden te kunnen onderhandelen. Echter, door de grote verdeeldheid in de Staten-Generaal en in Holland kon niet met een wapenstilstand ingestemd worden.
In 1630 bleef een aanval op de Zuidelijke Nederlanden door de Republiek uit door het enorme bedrag van 18 à 19 miljoen gulden dat in 1629 de oorlog gekost had. Ook de politieke verdeeldheid in het land speelde mee.

## Nabeschouwing
In het jaar 1629 was pijnlijk duidelijk geworden dat Spanje veel kracht had verloren, terwijl het in 1625 machtiger dan ooit leek, met de verovering van Breda, het Braziliaanse Bahía en het verslaan van de Engelsen in Cádiz. De Republiek daarentegen had bewezen een grote belegering te kunnen laten slagen en tegelijkertijd een invasie te kunnen stoppen. Het was een keerpunt in de oorlog. De opvolgende jaren tot aan de Vrede van Munster in 1648 wist de Republiek nog belangrijke steden als Maastricht en Breda te veroveren. Spanje heeft nog geprobeerd weer successen te boeken, maar slaagde daar niet meer in. Dat blijkt ook uit de gunstige voorwaarden voor de Republiek bij de Vrede van Munster.

## Overblijfselen van het beleg

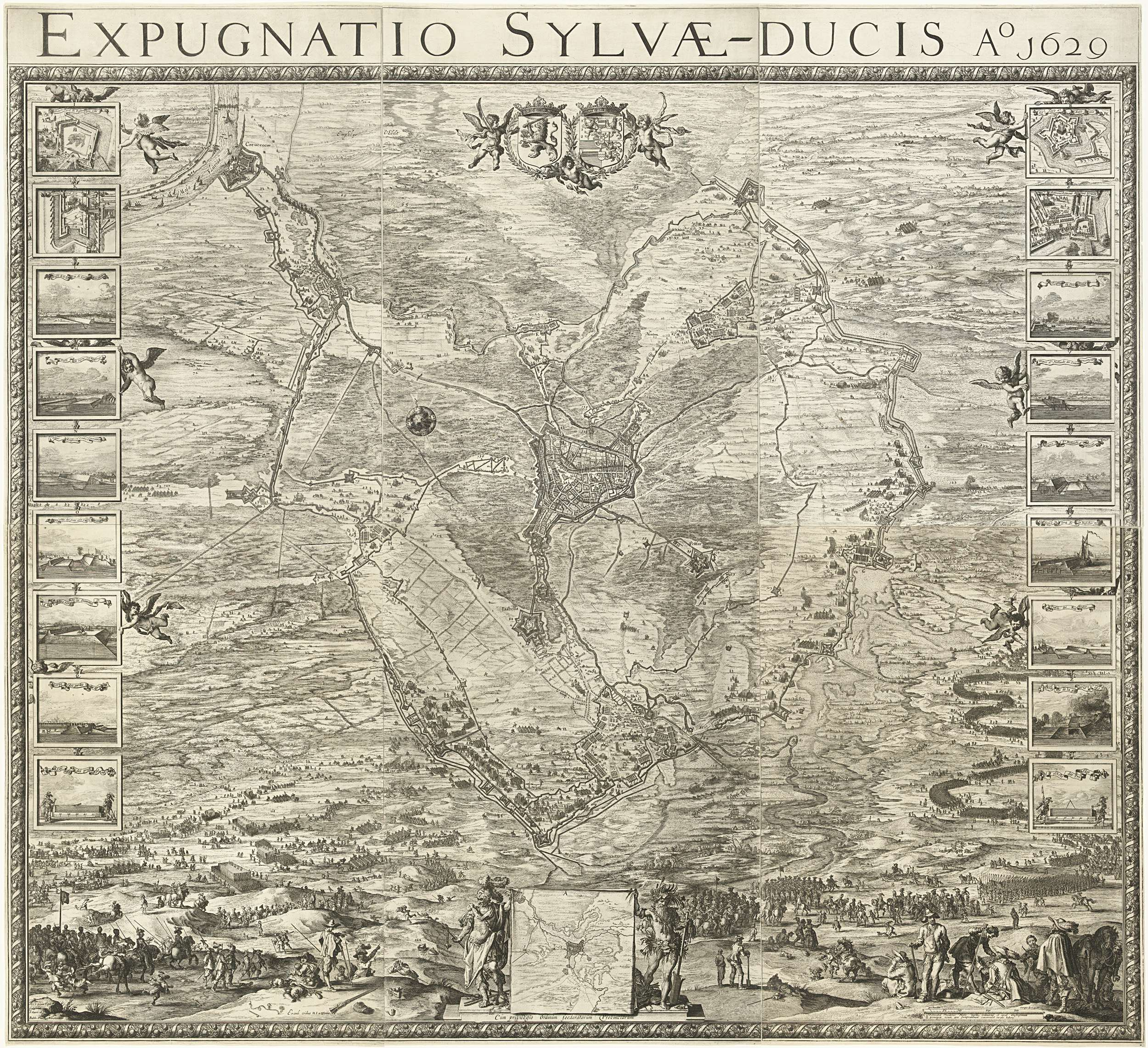
Grote kaart van het beleg van Den Bosch: Expugnatio Sylvae-Ducis Ao 1629. Cartograaf is ingenieur Theodoor Niels.

Voor het slagen van het beleg was de aanleg van een groot netwerk aan dijken en grachten essentieel. Begin eenentwintigste eeuw zijn veel overblijfselen van deze water- en verdedigingswerken nog terug te vinden in het landschap. Het reconstrueren ervan is mogelijk door oude kaarten te vergelijken met latere en hedendaagse kaarten en hoogtekaarten. De vrij nauwkeurige Expugnatio-kaart is gebaseerd op gegevens van de hoofdingenieur tijdens het beleg, Theodorus Niels. Uit vergelijkend onderzoek is op te maken dat bochten en hoeken in de circumvallatie- en contravallatielinies zijn aangelegd vanwege de bodemgesteldheid, natuurlijke obstakels als waterlopen en wielen, of al aanwezige infrastructuur.
Overblijfselen van die linies zijn bijvoorbeeld de Overdijk bij Hintham en bij Orthen de Heinisdijk. Ook de Engelse dijk nabij Engelen is nog herkenbaar. Met behulp van hoogtekaarten zijn minder duidelijke hoogteverschillen in het landschap waar te nemen. Zo is op een hoogtekaart de schans van Bredero bij Den Dungen te zien als een hoger gelegen vijfhoek. Aan de kant van De Pettelaar zijn nog twee redoutes zichtbaar. Twee dijkjes in de buurt van landhuis Haanwijk kunnen toebehoren aan het hoornwerk dat daar lag. Van de Hollandse dijk is niets meer zichtbaar in het landschap door ruilverkaveling.

## Voetnoten
1. ↑  Israel, Jonathan I. (1996):, De Republiek 1477-1806, blz. 531
2. ↑  Israel, Jonathan I. (1996):, De Republiek 1477-1806, blz. 550
3. ↑  Groenveld, Simon; Leeuwenberg, H.L.Ph. (2008): De Tachtigjarige Oorlog. Opstand en consolidatie in de Nederlanden (ca. 1560 - 1650), blz. 234
4. ↑  Israel, Jonathan I. (1996):, De Republiek 1477-1806, blz. 525
5. ↑  Stradling, R. A. (2002): Philip IV and the Government of Spain, 1621–1665, blz. 72
6. ↑  Groenveld, Simon; Leeuwenberg, H.L.Ph. (2008): De Tachtigjarige Oorlog. Opstand en consolidatie in de Nederlanden (ca. 1560 - 1650), blz. 252
7. ↑  R. de Graaf (2004): Oorlog, mijn arme schapen, blz. 462
8. ↑  Cauwer, P. de (2008): Tranen van bloed: het beleg van 's-Hertogenbosch en de oorlog in de Nederlanden blz. 17
9. ↑  Heijden, P.J. van der (2004) Dagboek 1629: ooggetuigen van het beleg van 's-Hertogenbosch blz. 152
10. ↑  Cauwer, P. de (2008): Tranen van bloed: het beleg van 's-Hertogenbosch en de oorlog in de Nederlanden blz. 51
11. ↑  Cauwer, P. de (2008): Tranen van bloed: het beleg van 's-Hertogenbosch en de oorlog in de Nederlanden blz. 53 - 57
12. ↑  Cauwer, P. de (2008): Tranen van bloed: het beleg van 's-Hertogenbosch en de oorlog in de Nederlanden blz. 57
13. ↑  Bij Nederlanders was het dienst nemen in het Staatse leger sowieso niet populair vanwege het grote risico, de matige betaling en de lage sociale status (zie Deursen, Arie van (1991) Mensen van klein vermogen blz. 38)
14. ↑  Deursen, Arie van (1991) Mensen van klein vermogen blz. 66
15. ↑  Cauwer, P. de (2008): Tranen van bloed: het beleg van 's-Hertogenbosch en de oorlog in de Nederlanden blz. 58
16. ↑  Kuijer, P.Th.J. (2000): 's-Hertogenbosch: stad in het hertogdom Brabant ca. 1185-1629 blz. 612
17. ↑  Heijden, P.J. van der (2004) Dagboek 1629: ooggetuigen van het beleg van 's-Hertogenbosch blz. 135
18. ↑  Kuijer, P.Th.J. (2000): 's-Hertogenbosch : stad in het hertogdom Brabant ca. 1185-1629 blz. 615
19. ↑  Cauwer, P. de (2008): Tranen van bloed: het beleg van 's-Hertogenbosch en de oorlog in de Nederlanden blz. 76
20. ↑  Kuijer, P.Th.J. (2000): 's-Hertogenbosch : stad in het hertogdom Brabant ca. 1185-1629 blz. 616-620
21. ↑  Cauwer, P. de (2008): Tranen van bloed: het beleg van 's-Hertogenbosch en de oorlog in de Nederlanden blz. 223-242
22. ↑  Parker, G. (2004): The Army of Flanders and the Spanish Road, 1567-1659, blz. 218
23. ↑  R. de Graaf (2004): Oorlog, mijn arme schapen, blz. 464
24. ↑  Cauwer, P. de (2008): Tranen van bloed: het beleg van 's-Hertogenbosch en de oorlog in de Nederlanden blz. 107
25. ↑  Nimwegen, Olaf van (2006): Deser landen crijchsvolck' : het Staatse leger en de militaire revoluties (1588-1688) blz. 24
26. ↑  Cauwer, P. de (2008): Tranen van bloed blz. 126
27. ↑  Kuijer, P.Th.J. (2000): 's-Hertogenbosch : stad in het hertogdom Brabant ca. 1185-1629 blz. 631
28. ↑  Cauwer, P. de (2008): Tranen van bloed blz. 144
29. 1 2  Kuijer, P.Th.J. (2000): 's-Hertogenbosch : stad in het hertogdom Brabant ca. 1185-1629 blz. 643
30. ↑  Tekst van de Zegezang ter eeren van Fredrik Hendrik. Gearchiveerd op 5 mei 2022.
31. ↑  Boxtel, J.J.H. van (2013): Daniel Heinsius, het beleg van 's-Hertogenbosch in 1629 en andere gebeurtenissen uit die tijd blz. 19
32. ↑  Heijden, M.C.A. van der (1970), ‘Jacob Revius en de strijd tegen Spanje’, in: Die tyrannie verdrijven, deel 7 uit de serie Spectrum van de Nederlandse Letterkunde, Prisma-Boeken, Utrecht/Antwerpen, 1970, blz. 127-130
33. ↑  Tekst van het ‘Gebedt voor de belegeringe van 's Hertogen-bos’
34. ↑  Cauwer, P. de (2008): Tranen van bloed: het beleg van 's-Hertogenbosch en de oorlog in de Nederlanden blz. 259
35. ↑  Vos, A (1997): 's-Hertogenbosch : de geschiedenis van een Brabantse stad 1629-1990, blz. 59
36. ↑  Cauwer, P. de (2008): Tranen van bloed: het beleg van 's-Hertogenbosch en de oorlog in de Nederlanden blz. 255
37. ↑  Vos, A (1997): 's-Hertogenbosch : de geschiedenis van een Brabantse stad 1629-1990, blz. 55
38. ↑  Vos, A (1997): 's-Hertogenbosch : de geschiedenis van een Brabantse stad 1629-1990, blz. 23-24
39. ↑  Vos, A (1997): 's-Hertogenbosch : de geschiedenis van een Brabantse stad 1629-1990, blz. 36
40. ↑  Vos, A (1997): 's-Hertogenbosch : de geschiedenis van een Brabantse stad 1629-1990, blz. 55-56
41. ↑  R. de Graaf (2004): Oorlog, mijn arme schapen, blz. 547
42. ↑  Nimwegen, Olaf van (2006): Deser landen crijchsvolck' : het Staatse leger en de militaire revoluties (1588-1688) blz. 188
43. ↑  Vermeir, R. (2001): In staat van oorlog : Filips IV en de Zuidelijke Nederlanden 1629-1648 blz. 5
44. ↑  Heijden, P.J. van der (2004) Dagboek 1629: ooggetuigen van het beleg van 's-Hertogenbosch

1579: Schermersoproer · 
1585: Aanslag door Hohenlohe ·
1591: Maurits I ·
1594: Maurits II ·
1601: Maurits III ·
1603: Maurits IV · 
1622: Maurits V ·
1629: Beleg door Frederik Hendrik ·
1672: Beleg door Turenne · 
1794: Beleg door Pichegru · 
1814: Beleg door de Pruisen · 
1944: Operatie Alan